# Antofagasta
Antofagasta es una ciudad, puerto y comuna del Norte de Chile, es la capital de la provincia y la Región de Antofagasta. Según el censo de 2024, realizado por el INE, es la sexta ciudad más poblada del país y la comuna más poblada fuera de la Región Metropolitana con 377.690 habitantes, Las principales actividades industriales de Antofagasta se encuentran íntimamente ligadas a la minería. En las últimas décadas, desde los años 70, ha presentado un sostenido crecimiento en las áreas relativas a la construcción, comercio y hotelería, además de un notable desarrollo urbano.
Antofagasta es considerada la ciudad con el mayor ingreso per cápita de Chile alcanzando los 37.000 dólares. Su importante desarrollo se debe a las actividades portuarias e industriales, ligadas a la minería que se realiza en la zona, contando con un barrio industrial que se caracteriza por poseer instalaciones con tecnología de primera línea. Según estudios, ha sido catalogada como la ciudad más cara para vivir del país.
Antofagasta cuenta con un gran complejo deportivo que sirvió como subsede de la Copa América 2015. En la ciudad también se llevan a cabo otras competiciones nacionales y regionales, siendo el fútbol el deporte que más público atrae.
Las agradables condiciones climáticas, playas de aguas cálidas, paisajes y monumentos históricos y naturales de la ciudad la convierten en un importante destino turístico nacional. Algunos de sus centros turísticos y urbanos incluyen al Mallplaza y el Barrio Histórico de Antofagasta, las playas Balneario, Trocadero y Paraíso, la caleta de pescadores La Chimba, el monumento natural La Portada, la Reserva Nacional La Chimba, la Mano del Desierto, las ruinas de Huanchaca, el Parque Croacia y las diferentes quebradas que hay a lo largo de la ciudad, como Carrizo y La Bruja, entre otras.

Mapa de la Región de Antofagasta, con la comuna homónima en rojo.

## Toponimia

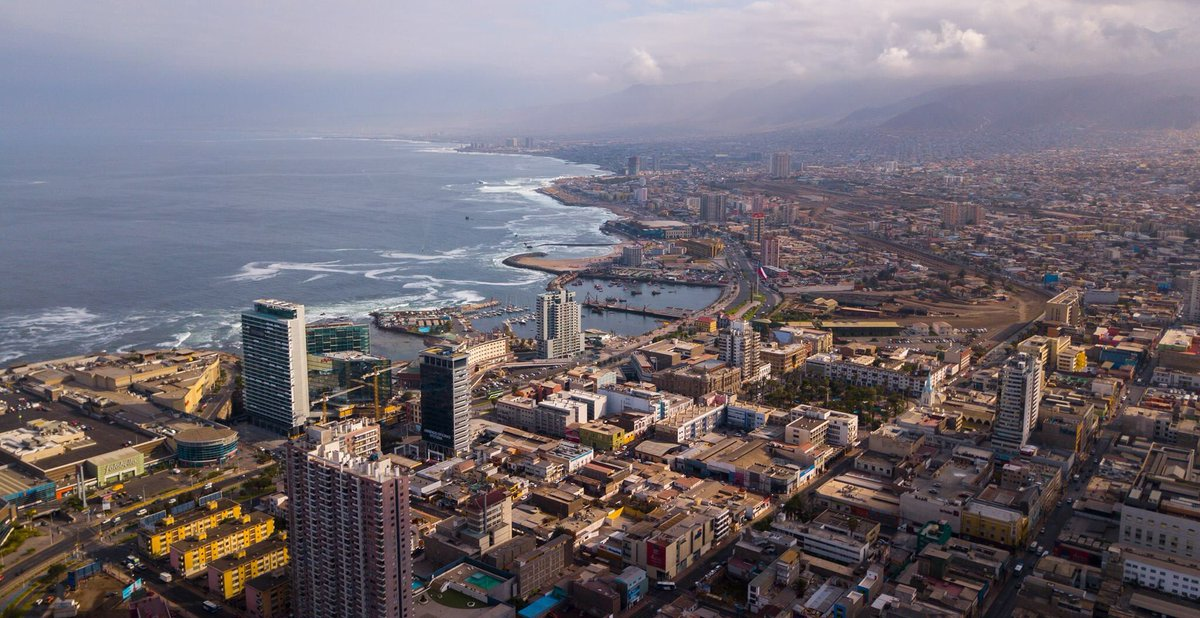
Vista panorámica del norte de Antofagasta.

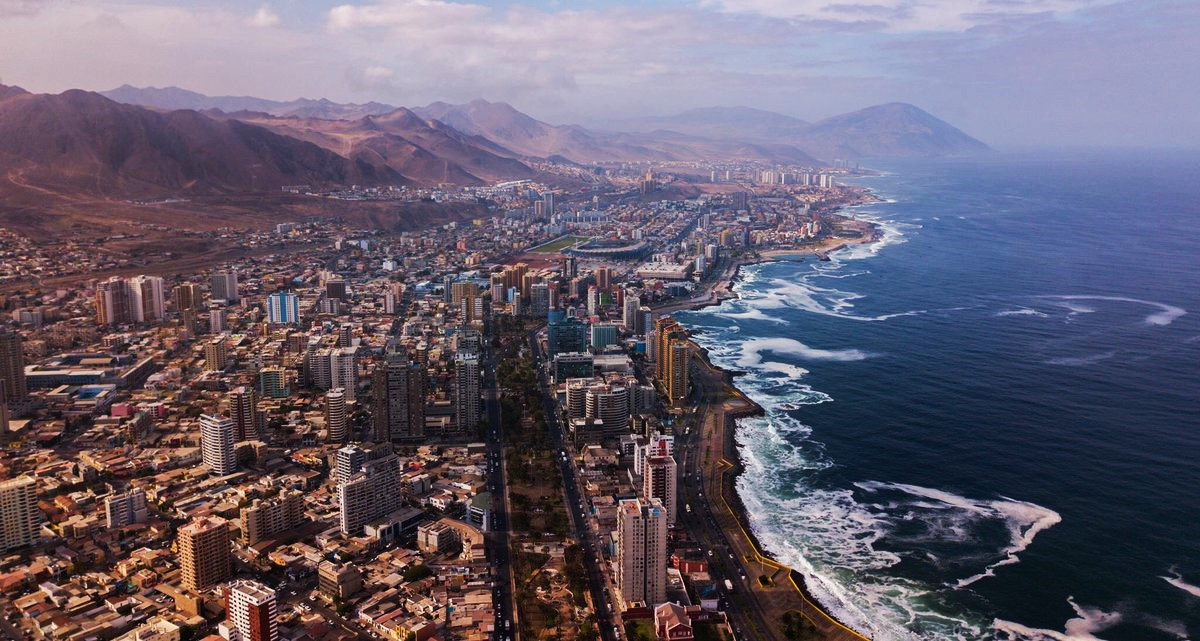
Vista panorámica del sur de Antofagasta.

Existe una serie de teorías para explicar el origen del topónimo Antofagasta. No se ha logrado llegar a un consenso respecto a este. Probablemente sea una palabra compuesta que proviene del cacán meridional anto (o hattun, que significa 'grande'), faya (o haya 'salar') y gasta ('pueblo'), y vendría a significar Pueblo del Salar Grande. Podría ser asimismo una palabra compuesta proveniente del quechua anta (cobre) y pakay (esconder): 'Escondrijo de Cobre'. Otra teoría la relaciona con Antofagasti ('Puerta del Sol'), nombre que los changos daban al actual monumento natural La Portada.
Se dice que el nombre Antofagasta se debe a una decisión del presidente boliviano Mariano Melgarejo, quien, cerca del año 1870, renombró la ciudad en honor a una estancia que poseía en Antofagasta de la Sierra.
El gentilicio de la persona nativa de Antofagasta es antofagastina o antofagastino.
Antofagasta es conocida en Chile como la Perla del Norte y suele abreviarse como Antofa.

## Historia

### Época hispánica

Carta esférica de las costas del Reyno de Chile levantada por Orden del Rey en el año de 1792 por varios Oficiales de su Real Armada, Alejandro Malaspina; Juan Moreno Tejada; Juan de Lángara; Felipe Bauzá y Pedro Manuel Gangoiti. Puertos de la actual región de Antofagasta aparecen bajo jurisdicción chilena.

A fines del siglo XVII, Francisco de Cisternas y de la Fuente Villalobos, uno de los más acaudalados terratenientes del norte de la Capitanía General de Chile o Reino de Chile, obtuvo por merced de tierras del 4 de julio de 1674 la encomienda de Paposo. A partir de entonces, la rada fue conocida como Hacienda de Paposo, debido a que el encomendero, aprovechando los pastos naturales del lugar, la dedicó a la crianza de ganado. El asentamiento comenzó a ser denominado Nuestra Señora del Paposo, al parecer, desde 1679.

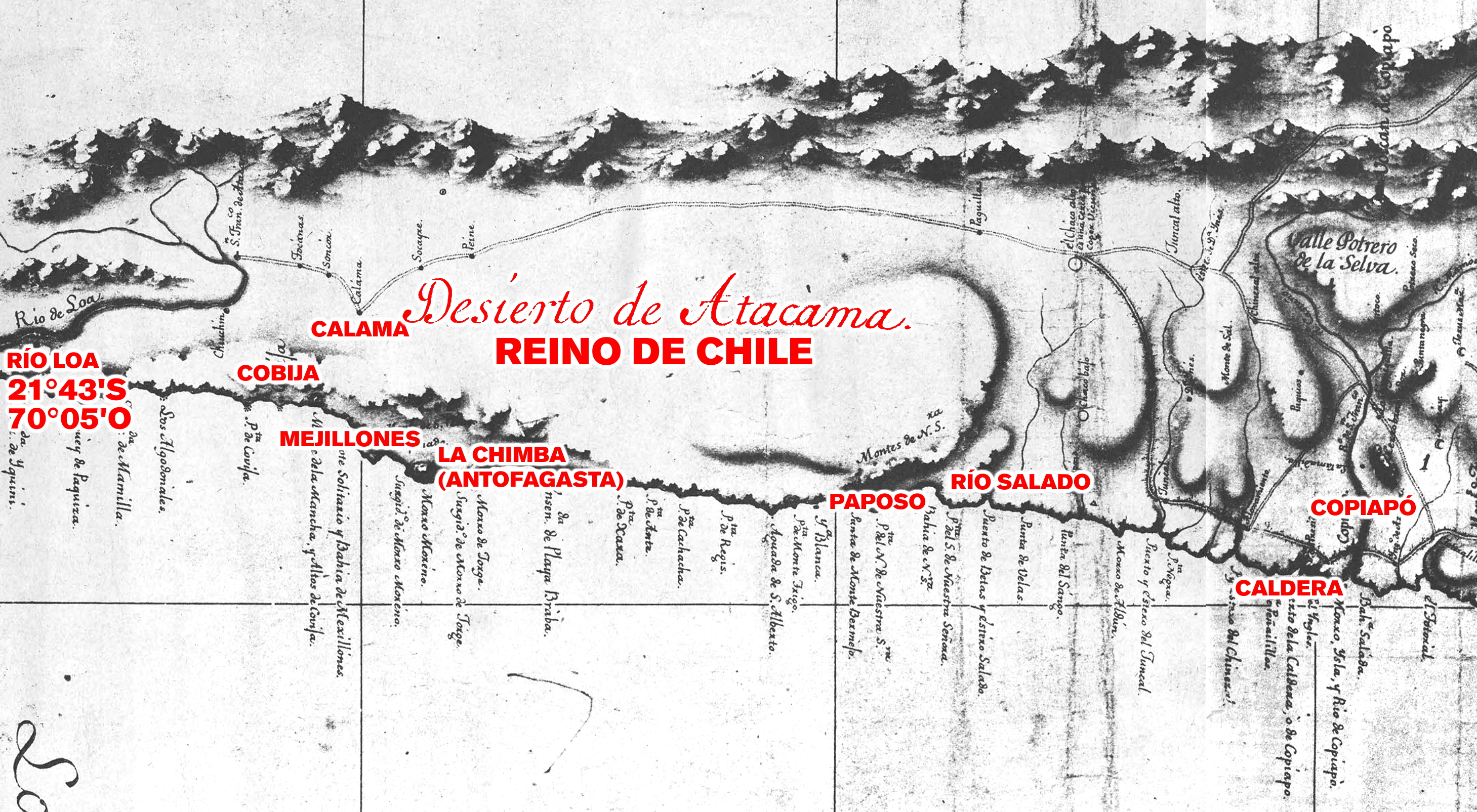
Mapa de Andrés Baleato, de 1793 mostrando el límite entre Chile y Perú en el río Loa.

Durante la época del Imperio español, el despoblado de Atacama aparece como parte del corregimiento de Copiapó de la Capitanía General de Chile.
El 6 de septiembre de 1777 se emite una Real Orden referida al cobro relacionada al almojarifazgo y alcabalas en Chile el cual hace mención del despoblado de Atacama y los pueblos circundantes como parte de la jurisdicción chilena:

Aunque en el corregimiento de Copiapó, cuya cabeza es la villa de San Francisco de la Selva, se contienen los puertos de Cobija y bahía de Mexillones, puerto de Betas, el de Juncal, el de Copiapó o la Caldera, Bahía Salada, puerto del Totoral y el del Huasco, como son tan accidentales las arribadas de navíos con este arreglo, y también a las cortas entradas que puedan ocurrir por la cordillera, camino del Despoblado y de territorio de aquella jurisdicción, el administrador de este destino propondrá el sujeto o sujetos que conceptuare necesarios para la mejor recaudación de dichos ramos y aumento de la Real hacienda
Archivo General de Indias de Sevilla, Audiencia de Chile, legajo 328.

Asimismo en el mapa levantado por la Armada española en 1792 se incluye dentro del Reino de Chile desde el paralelo 22° al sur, en otras palabras, desde la zona del río Loa. En el mapa de 1793 elaborado por Andrés Baleato, director de la Escuela Náutica de Lima, por orden del virrey Francisco Gil de Taboada y Lemus, Chile tiene como frontera norte el grado 21° y medio, en específico la desembocadura del río Loa, haciendo mención explícita que la zona estaba despoblada y recién habían poblados desde el paralelo 24°.
Hipólito Unanue publica sobre el Virreinato de Perú en 1793 lo siguiente: 

La ensenada de Túmbez lo separa por el norte del Nuevo Reino de Granada y el río Loa por el sur del desierto de Atacama y reino de Chile
Guía política, eclesiástica y militar del virreinato del Perú de 1793

En la memoria del Francisco Gil de Taboada que le dio a su sucesor Ambrosio O'Higgins en 1795 se describe el límite entre el Perú y Chile el río Loa.
Durante la época del gobernador Ambrosio O'Higgins (1788-1796), por orden de sus autoridades locales, se apostaron en Paposo a fin de desbaratar eventuales desembarcos de corsarios ingleses que rondaban el litoral del desierto de Atacama.
Según anota Claudio Gay, el 28 de julio de 1797, el gobernador del Reino de Chile, Gabriel de Avilés y del Fierro, autorizó la suma de quinientos pesos de la época para la construcción de una capilla en Paposo. No contento con eso, autorizó al presbítero santiaguino, Rafael Andreu Guerrero, a trasladarse a la zona como Teniente de Cura y se colocase a las órdenes del cura propietario de Copiapó, en el corregimiento chileno de Atacama. En 1853, el explorador Rodulfo Philippi hacía mención de dicha capilla.
De acuerdo con el historiador peruano, Mariano Paz Soldán, el 1 de octubre de 1803, el rey Carlos IV, mediante real orden, ratificada por el mismo monarca en 1805, transfirió el puerto de Paposo a la jurisdicción del Virreinato del Perú, separándolo de la Capitanía General de Chile. No obstante, de acuerdo con la historiografía tradicional chilena, la orden no fue cumplida por el Virrey español, en Lima, por lo cual continuó siendo territorio del Reino de Chile:

Enterado el Rey del abandono en que se halla el puerto de Nuestra Señora del Paposo y sus inmensas costas en el mar del Sur, así como de las proporciones que ofrece el territorio inmediato y el desierto de Atacama para cría de ganados, (...) Asimismo, ha resuelto S. M. que el expresado puerto, sus costas y territorio se agreguen al virreinato de Lima, así para el gobierno político, como para lo militar, por la mayor facilidad con que lo puede defender, y porque siendo digno de toda atención, es consiguiente que dependa de aquella capital, cuyo apostadero extiende su jurisdicción hacia el Sur á todos los puertos y costas hasta Chiloé; y teniendo S. M. presente que en esta empresa son tan interesadas las provincias del Río de la Plata y del Perú, como ese Reino de Chile, pues concurren las extremidades de los tres gobiernos en el territorio indefenso del Paposo, (...) San Lorenzo, octubre 1.° de 1803.

### Época republicana

Disputa del desierto de Atacama entre Bolivia y Chile.

Al producirse la independencia de Chile, la zona de la rada de Paposo se encontraba dentro de la región septentrional del Reino de Chile, teniendo como límite norte el río Loa. Esto estaba definido, antes que por el paralelo establecido en la documentación colonial, por la interpretación de las autoridades locales, tanto de Santiago como de Copiapó.
Un buen ejemplo de lo anterior, es la Memoria que el virrey del Perú José Fernando de Abascal, entregó a su sucesor, Joaquín de la Pezuela, en 1816, dice textualmente:

El Virreynato del Perú después de las últimas desmembraciones y nuevas agregaciones que se le han hecho, tiene por límites al norte la provincia de Guayaquil; el desierto de Atacama al sur, comprendiendo en todo su territorio desde los 32 minutos al norte de la equinoccial hasta los 25° 10’ de latitud meridional.

Este documento ha sido utilizado como respaldo por la historiografía peruana y boliviana para afirmar que la real orden de 1803 sí fue ejecutada y que el límite norte de Chile fue entregado al Virreinato del Perú luego de declarar su independencia de este, según el principio del uti possidetis iure de 1810, estaba constituido por el desierto de Atacama sin incluirlo como parte integrante de su territorio. De ser así, si Simón Bolívar y Antonio José de Sucre lo anexionaron en 1825 a la naciente República de Bolivia lo hicieron desmembrándolo del Perú y no de Chile. Hasta 1840 la soberanía ejercida por el gobierno de Bolivia sobre la región no fue cuestionada efectivamente, pero el 31 de octubre de 1843, Chile creó la provincia de Atacama incluyendo a Paposo.
El presidente de Chile, Manuel Bulnes, envió expertos a reconocer la costa atacameña. De esto dio cuenta al Congreso en un mensaje dirigido el 13 de julio de 1842, en que informaba que juzgó:

necesario mandar una comisión exploradora a examinar el litoral comprendido entre el puerto de Coquimbo y el morro de Mejillones con el fin de descubrir si en el territorio de la República existían algunas guaneras cuyo beneficio pudiera proporcionar un ramo nuevo de ingreso a la hacienda pública...
Manuel Bulnes

Como resultado de dicha investigación, se dictó la ley de 13 de octubre de 1842, que declaró de propiedad nacional las guaneras al sur de la bahía de Mejillones, y que dispuso que ningún barco podría cargar este producto sin permiso de las autoridades chilenas. Se facultaba además al Presidente de la República para gravar la exportación del guano con derechos de aduana.
En este periodo, exploradores e industriales -chilenos y extranjeros- recorrieron la zona, descubriendo yacimientos minerales e instalando explotaciones a lo largo de la costa. Hacia 1850, la Hacienda de Paposo pertenecía a la familia chilena Gallo Goyenechea, oriunda de Copiapó, quienes trabajaban el mineral de cobre que existía en sus cercanías. También se explotaba el guano.
En 1853, desembarcaron en Paposo Philippi y Diego de Almeyda, quienes encontraron a miembros de la etnia atacameña, intercambiando productos con los changos del lugar. Desde aquí, ambos exploradores prosiguieron camino hasta un oasis de etnia lican antay y nombrado San Pedro de Atacama, por el conquistador español..

Según indica el explorador francés antes mencionado, el 10 de septiembre de 1857, mediante Decreto del Intendente de la Provincia chilena de Atacama, se creó una nueva Subdelegación, de carácter litoral, dentro del Departamento chileno de Caldera, que incluía la Hacienda de Paposo.
A mediados de siglo XIX, el empresario minero chileno, José Antonio Moreno Palazuelos —quien descubriera y explotara un sinnúmero de yacimientos por la costa de Antofagasta y respaldara ante las autoridades chilenas la autorización para la apertura al tráfico marítimo el puerto de Taltal el 12 de julio de 1858— habría adquirido el sector a la familia Gallo, antes mencionada. Habiendo hecho esto, hacia 1858 el manco Moreno, como así se le conocía, construyó en Paposo su residencia, una formidable casona forrada en tejuela y que actualmente se encuentra en deplorables condiciones, sin ningún proyecto de restauración. Posteriormente, su hija, Julia María Moreno Zuleta (casada con el Contralmirante Juan José Latorre Benavente hacia 1882), heredó las instalaciones y sus vastas propiedades. Cabe señalar que la sucesión Latorre Moreno/López Latorre/Santa Cruz López cobró una millonaria indemnización por la construcción, en terrenos de su propiedad, del Observatorio astronómico Cerro Paranal, que se ubica a unos 60 km al noreste del caserío. Actualmente, la Junta de Vecinos de Paposo lleva el nombre de Moreno.
Las posteriores reclamaciones territoriales del gobierno boliviano, que se prolongarían hasta el tratado de 1866, serían parte del origen del conflicto limítrofe que finalmente desencadenaría la guerra del Pacífico y la confirmación definitiva de la soberanía chilena sobre la región litoral ubicada entre Antofagasta y Taltal.
Con posterioridad a la guerra del Pacífico, Paposo continuó siendo una caleta desabrigada para el atraque de barcos, pero conocida por ser un puerto menor con agua potable -en una costa pobre en ese elemento- y abundante pesca local. Debido a que nunca gozó de vías férreas que la conectaran con el interior salitrero (Cantón Taltal), sumado a su proximidad con Puerto Oliva (por donde se embarcaba y exportaba el nitrato del Cantón salitrero de Taltal, su desarrollo económico y urbanístico fue muy escaso. Con todo, hacia el 1900 por su muelle se exportaban minerales de cobre, y en menor medida, salitre; al mismo tiempo que los pescadores vendían su pesca en los barcos o en las minas vecinas.
Tras la creación de la provincia de Antofagasta y el Departamento de Taltal, el 12 de julio de 1888, la zona de Paposo, dejó de pertenecer a la provincia de Atacama. El referido año se transformó en la 5.ª Subdelegación rural de la Comuna de Taltal.
Como muchas localidades de su época, pobre en servicios sanitarios y agua potable limitada, Paposo fue frecuentemente afectada por epidemias de cólera.
Hacia 1896, según señala Espinoza, antes mencionado, Paposo pertenecía a Delfina Zuleta de Barazarte, quien era viuda -en primeras nupcias- del empresario minero, José Antonio Moreno Palazuelos. El texto de Espinoza menciona que los "establecimientos de Paposo", de su propiedad, estaban avaluados dicho año, en la suma de 231.000 pesos de la época. La viuda de Barazarte también era propietaria de "establecimientos" en el puerto de Taltal.

### Época boliviana

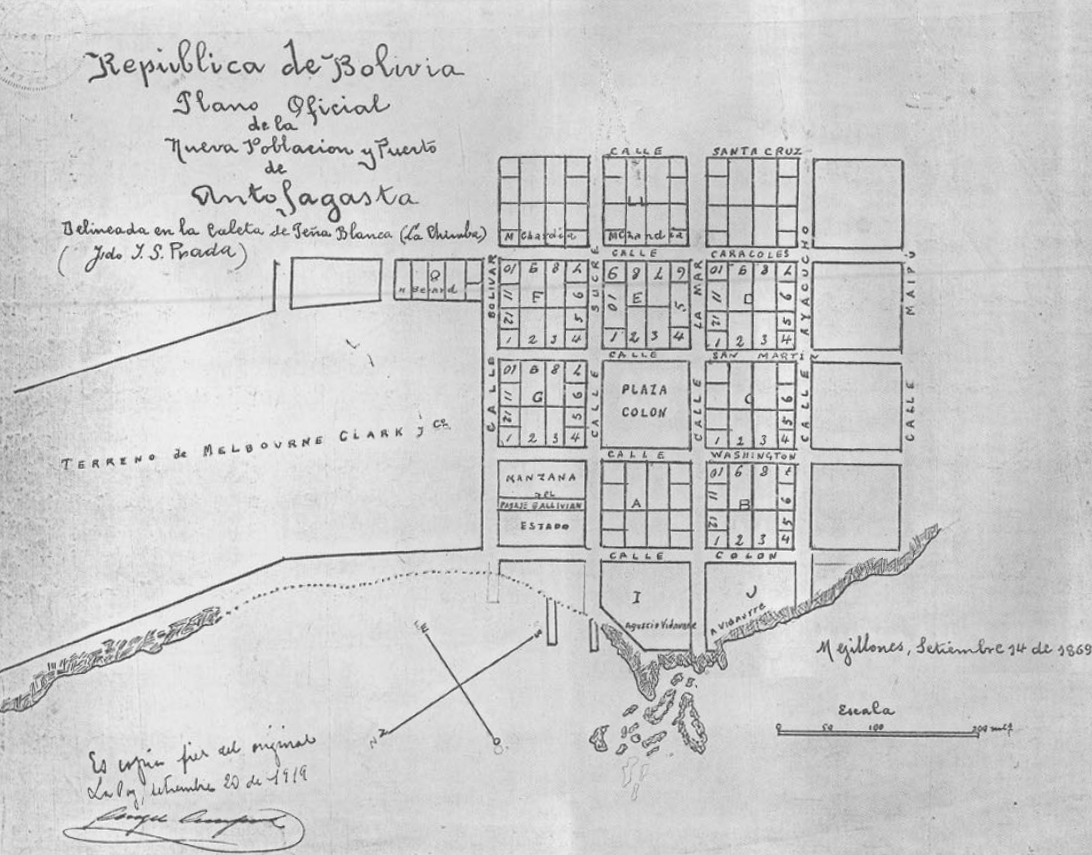
Plano oficial de la nueva población y puerto de Antofagasta, por José Santos Prada (1869).

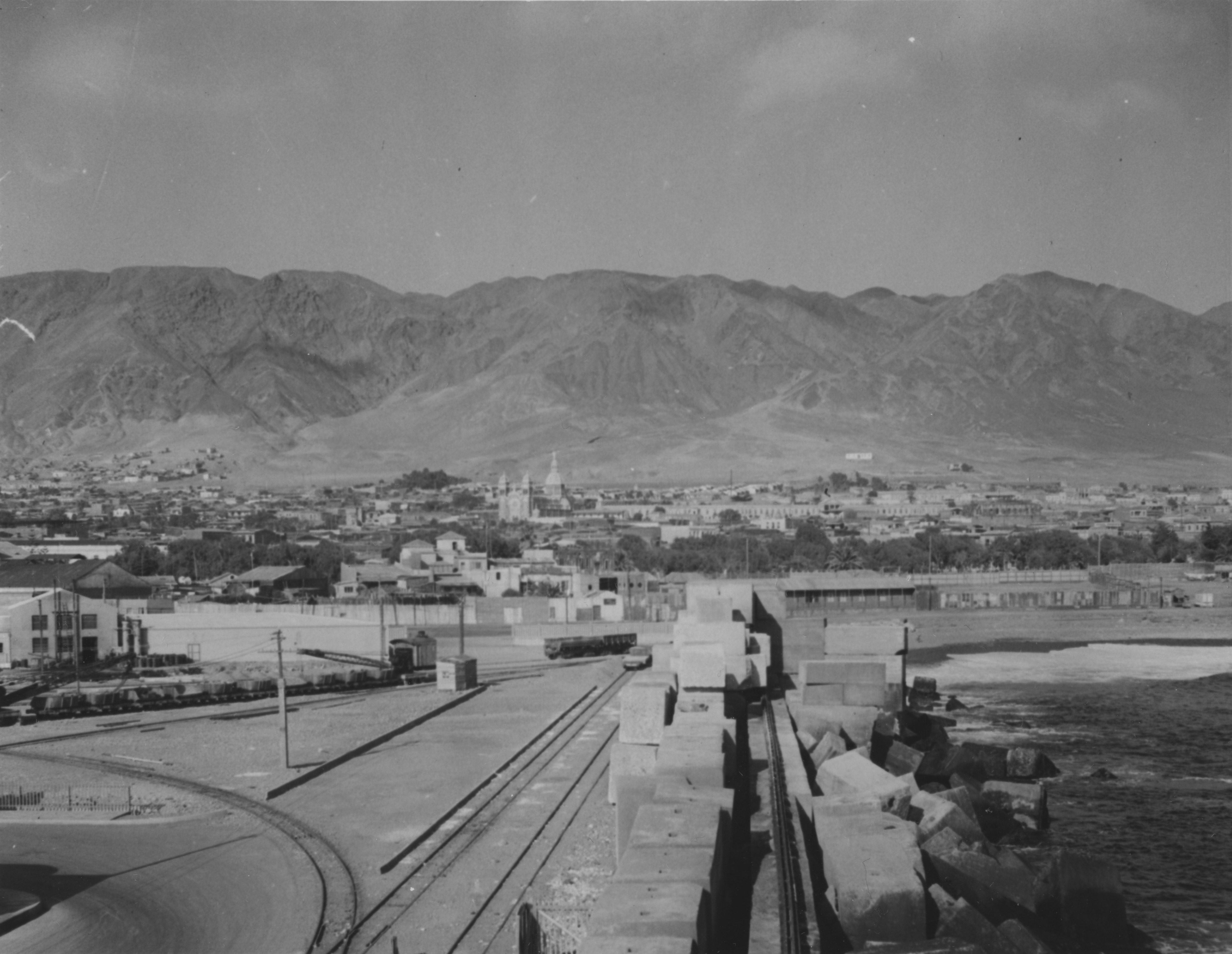
Muelle de Antofagasta (junio de 1941).

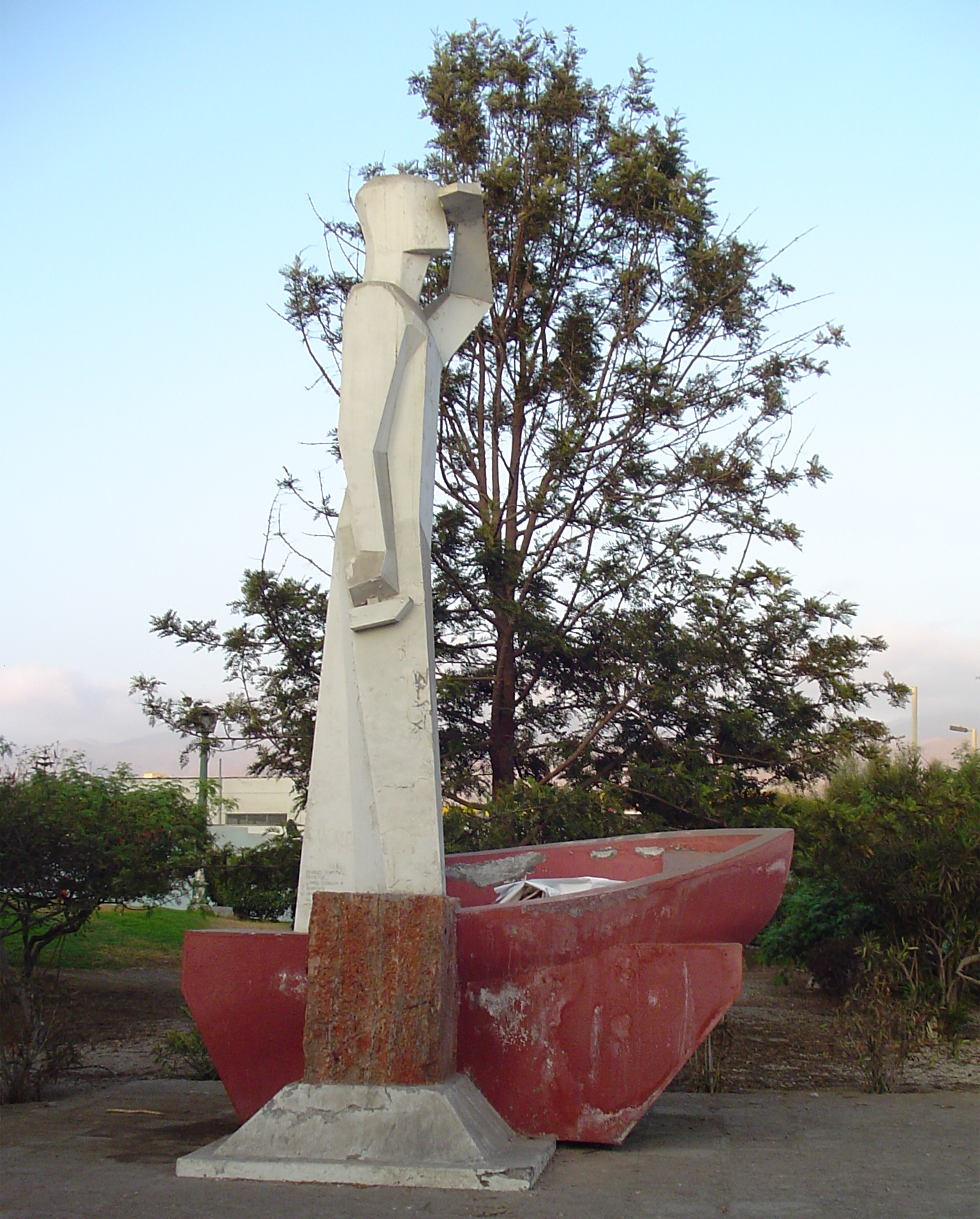
Monumento a Juan López.

En 1837, durante el gobierno de Andrés de Santa Cruz, se creó en Bolivia el Departamento del Litoral, que se dividía en dos provincias: La Mar (capital Cobija) y Atacama (capital San Pedro de Atacama); y en 1868, Antofagasta se convirtió en capital de la provincia de Mejillones.
La ciudad de Antofagasta carece de acta de fundación , se estima que su ocupación se inicia en 1866, previamente por el cateador chileno, oriundo de Copiapó Juan López, posteriormente confluye el explorador minero José Santos Ossa, en julio de 1866.
Previamente al poblamiento del lugar, Juan López, quien es considerado en Chile el primer habitante de la ciudad, se instaló en el sector de Peña Blanca, hoy conocido como La Chimba, donde comenzó la extracción de minerales de manera precaria. Primeramente Juan López debió resolver el tema de subsistencia por la inexistencia de agua. La que encontró en aguadas de Morro Moreno a 25 km al norte. Hoy aún existe una vertiente de agua cordillerana en la zona de la Chimba.
El 18 de septiembre de 1866, José Santos Ossa y Francisco Puelma lograron la adjudicación de la concesión de terrenos salitrales, tras una solicitud enviada al gobierno boliviano. Los mineros chilenos descubrieron ricos depósitos de salitre (nitrato) en el sector de Salar del Carmen, al oriente de la actual Antofagasta, y acordaron formar una Sociedad Exploradora del Desierto de Atacama. Tras la conformación de la compañía, comenzó a poblarse lo que se denominó La Chimba, en noviembre de ese 1866.
El 19 de marzo de 1868 se constituyó la Compañía Melbourne Clark, tras la integración de intereses chilenos e ingleses. Tras el terremoto del 13 de agosto de 1868, fue necesario reconocer legalmente a La Chimba como un poblado minero, por lo que el 27 de agosto de 1868, el presidente de Bolivia Mariano Melgarejo encargó al prefecto del Departamento de Litoral su fundación oficial en el sector delimitado por los comisionados Hilario Ruiz y José Santos Prada. Así, el 22 de octubre se fundó oficialmente la población y el puerto bajo el nombre de La Chimba, según consta en el acta de fundación. Posteriormente la ciudad fue renombrada como Antofagasta. El primer plano oficial de la población y puerto de Antofagasta fue diseñado por José Santos Prada, el 14 de septiembre de 1869. En este documento, se delimitó el terreno de la Compañía Melbourne Clark, además de 17 manzanas y una plaza principal.
El 8 de mayo de 1871, Antofagasta fue designada por el gobierno boliviano como Puerto Mayor, abierto al comercio de todo el mundo. El 25 de enero del 1872, tras una sesión dirigida por el subprefecto del Departamento de Mejillones Manuel Buitrago, se fundó la Municipalidad de Antofagasta, donde se conformó el Cuerpo de Agentes Municipales (posteriormente renombrado como Junta Municipal), integrado por dos alemanes, un inglés y seis chilenos.
En agosto de 1872, Quintín Quevedo llega a Antofagasta desde Valparaíso para derrocar al presidente boliviano de facto Agustín Morales, pero la expedición golpista es disuelta por el prefecto de Cobija. Quevedo, se refugia en la corbeta Esmeralda bajo el mando de Patricio Lynch, quien lo traslada al Perú. La falta de explicaciones de Chile a un supuesto apoyo a Quevedo impulsan a La Paz a firmar un tratado defensivo con el Lima para salvaguardar los recursos de Antofagasta.
El 27 de noviembre de 1873, la Compañía de Salitres y Ferrocarril de Antofagasta firmó un contrato con el gobierno de Bolivia, que le autorizaba la explotación del mineral libre de derechos por 15 años. Este contrato no fue ratificado por el Congreso boliviano, que en ese entonces se encontraba analizando las negociaciones con Chile.

### Guerra del Pacífico

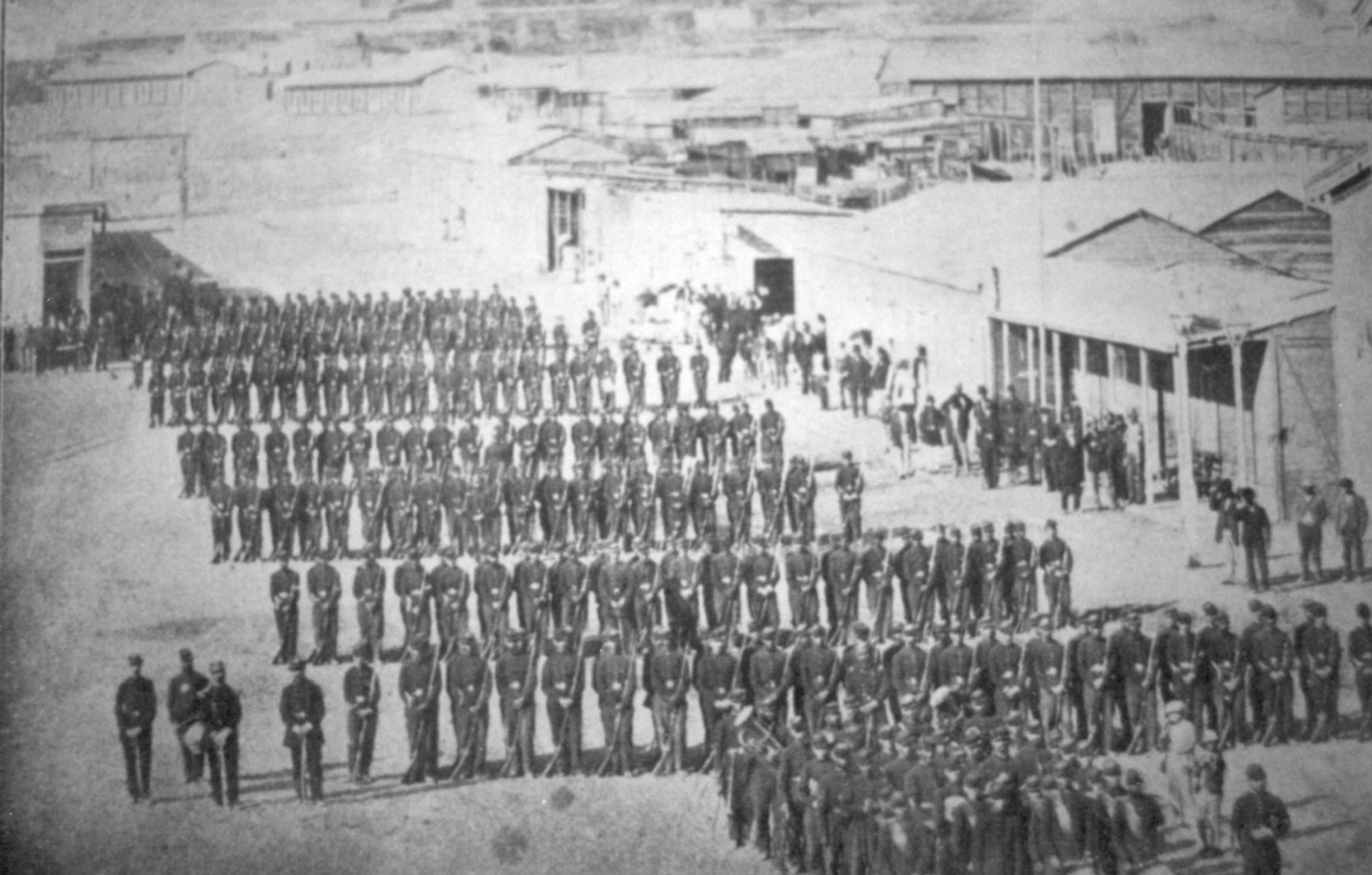
Batallón N.º 3 de Línea del Ejército de Chile, formados en columnas en la Plaza Colón de Antofagasta en 1879.

En 1873 Bolivia firmó un tratado secreto con Perú para frenar el supuesto poderío de Chile y la hegemonía naval de este país en Sudamérica. Este hecho sería usado como argumento cinco años más tarde para que Chile desencadenara la guerra del Pacífico. La alianza entre Perú y Bolivia prohibía a Bolivia la celebración de tratados de límites con Chile sin consultar al Perú. A pesar de ello, en 1874 Chile y Bolivia suscribieron el tratado de límites, que reemplazaba el de 1866. Uno de sus puntos era no imponer nuevos tributos a las personas, industrias y capitales chilenos durante 25 años.

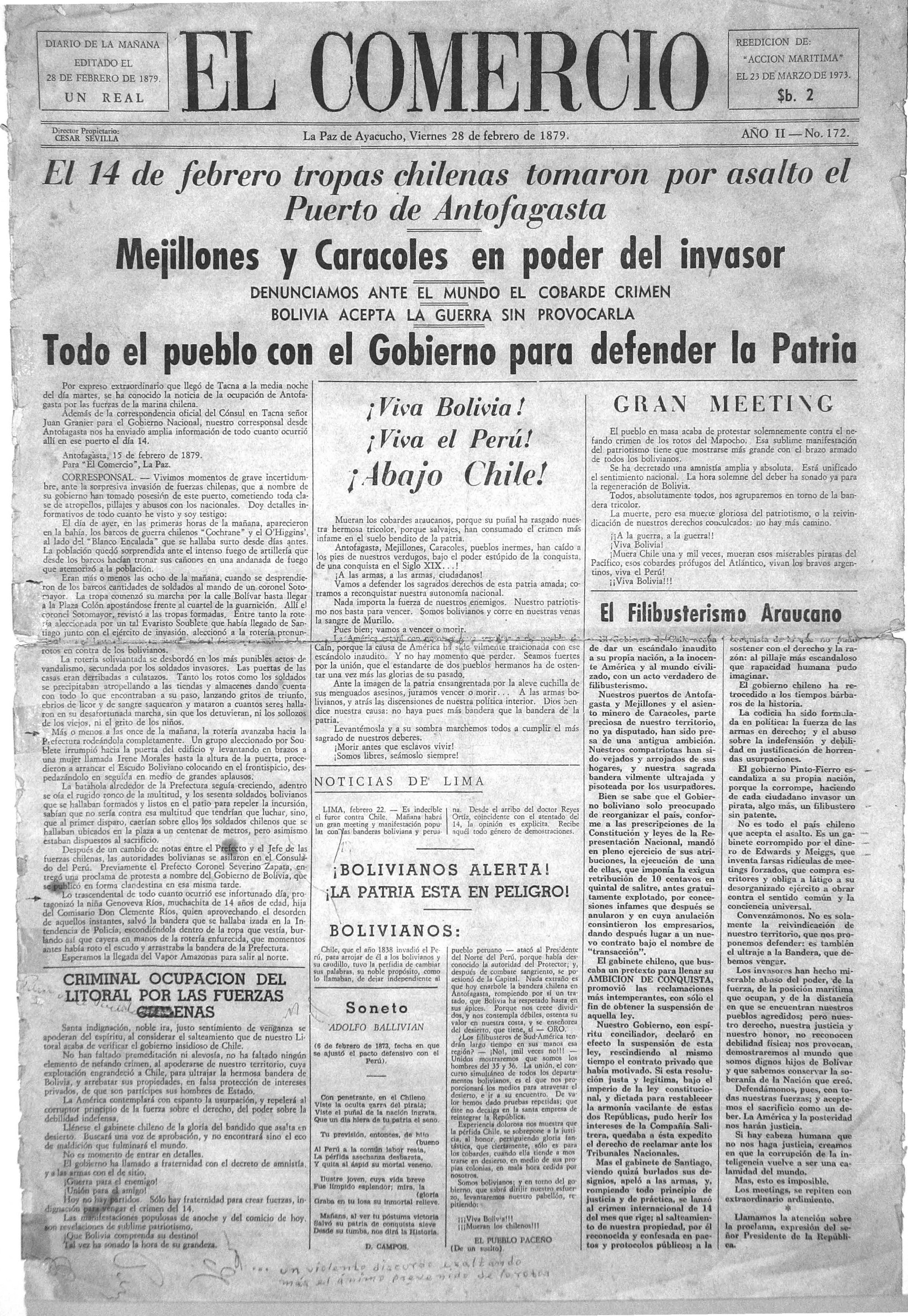
Titulares del periódico boliviano "El Comercio" de La Paz, 28 de febrero de 1879: "Criminal ocupación del Litoral por las fuerzas chilenas". La imagen misma es de una reedición hecha el 23 de marzo de 1973.

Para Bolivia, el contrato de 1873 entre el gobierno y la Compañía de Salitres aún no estaba vigente, ya que, de acuerdo con la constitución boliviana, debía ser aprobado por el congreso.
El 9 de mayo de 1877 ocurrió un nuevo sismo en Antofagasta que dejó las precarias construcciones en el suelo, por lo que los diputados bolivianos propusieron pedir un préstamo extranjero para la reconstrucción.
Según la versión boliviana, el contrato con la compañía de salitres estaba incompleto, por lo que el congreso, para aprobar el contrato decide hacer efectivo, en 1878 un impuesto de 10 centavos, que no infringía el tratado de 1874 porque el contrato aún no estaba vigente a esa fecha. Bolivia suspendió el impuesto por deferencia al gobierno de Chile, pero ante una nota del canciller chileno, se reactivó la ley del impuesto, y luego la anulación y el remate de la Compañía de Salitres.
Según la versión chilena, el impuesto de los 10 centavos violaba el tratado de 1874 que establecía que no se debía imponer nuevos impuestos a las compañías chilenas que operaban en territorio boliviano. Ante la ruptura del tratado de límites por parte de Bolivia y la anulación del contrato de la Compañía de Salitres, Chile ocupa el territorio boliviano de Antofagasta, cuya soberanía había sido ratificada antes de 1866.
El 14 de febrero de 1879 las fuerzas militares chilenas al mando del coronel Emilio Sotomayor ocuparon el puerto boliviano de Antofagasta con el objetivo de impedir el remate de las pertenencias mineras de capitales chilenos, remate ordenado por el gobierno boliviano debido a que según este los chilenos no habían pagado el alza de impuestos decretado por el gobierno altiplánico. Las fuerzas chilenas con el apoyo de las fragatas blindadas Blanco Encalada y Cochrane y de la corbeta O'Higgins al tiempo que el Gobierno de Chile declaraba anulado el tratado de 1874. El prefecto boliviano Severino Zapata emitió una protesta y se asiló en el consulado peruano. Con esta primera acción militar se dio comienzo a la guerra del Pacífico.
Terminada la guerra, se firmó el Pacto de tregua entre Bolivia y Chile de 1884, el cual establece que el territorio comprendido entre el río Loa y el paralelo 23 quedaría bajo la administración de Chile, mientras que a Bolivia se le permitiría el acceso a los puertos de Arica y Antofagasta. Sin embargo, ambos tratados dejaron asuntos pendientes que fueron aclarados en dos tratados posteriores, el de Paz y Amistad de 1904 y el de Lima de 1929.
El Tratado de Paz y Amistad entre Chile y Bolivia, suscrito el 20 de octubre de 1904 y promulgado el 21 de marzo de 1905, estableció las fronteras ambos países. El territorio de Antofagasta quedó dentro de Chile; a cambio, este país se comprometía a construir a su costa el ferrocarril que uniera Arica y al Alto de La Paz (ver Ferrocarril Arica-La Paz ), a "pagar las obligaciones en que pudiera incurrir Bolivia por garantías hasta por cinco por ciento sobre los capitales que se inviertan en los siguientes ferrocarriles, cuya construcción podrá emprenderse dentro del plazo de treinta años: Uyuni a Potosí; Oruro a La Paz; Oruro, por Cochabamba, a Santa Cruz; de La Paz a la región del Beni; y de Potosí, por Sucre y Lagunillas, a Santa Cruz" , pago de £300.000 en efectivo a Bolivia, cancelación de deudas reconocidas por Bolivia por indemnización a compañías mineras y cancelación de obligaciones que Bolivia mantenía con particulares y otras obligaciones por un préstamo para la construcción del ferrocarril entre Mejillones y Caracoles. Además, Chile le concedía a Bolivia a perpetuidad el libre tránsito de comercio a través de su territorio y puertos. Este tratado ha sido origen constante de tensiones diplomáticas durante el siglo XX y comienzos del siglo XXI, debido a que Bolivia perdió la completa soberanía sobre el océano Pacífico.

### Soberanía chilena

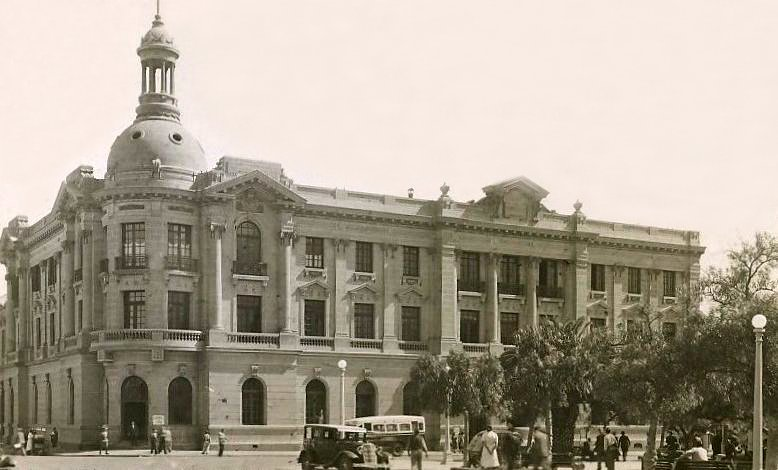
Edificio de Correos y Telégrafos de Antofagasta, 1940.

Con el tratado de 1904, Antofagasta pasó a ser parte de Chile. La llegada de chilenos se acrecentó, en especial de aquellos provenientes de las provincias del Norte Chico (las actuales regiones de Atacama y Coquimbo), hacia las nuevas provincias de Antofagasta y Tarapacá, el llamado Norte Grande. Nuevos pobladores llegaron también desde Europa (en especial españoles, croatas, ingleses y griegos) y desde China y los países árabes. Estos nuevos elementos junto a la cultura propia del altiplano creó la moderna cultura del Norte Grande, que presenta más elementos andinos y europeos que la propia del Valle Central.
Francisco Astaburoaga escribió en 1899 en su Diccionario Geográfico de la República de Chile: 40  sobre el lugar:

Antofagasta.-—Ciudad y puerto del Pacífico, capital de la provincia y departamento de su nombre. Yace en los 23º 39' Lat. y 70º 22' Lon. Su asiento, se extiende desde el borde del mar en manzanas de 100 metros por lado, divididas por calles rectas de 18 metros de ancho de NO. á SE., cortadas por otras iguales de NE. á SO., y que contiene un caserío de 7,588 habitantes con una regular iglesia, edificios de intendencia, de aduana, de registro civil, correo y telégrafo, un teatro, dos hoteles, liceo y escuelas primarias gratuitas, dos hospitales y establecimientos comerciales y de beneficio de minerales de plata, cobre, salitre, &c. Posee también máquinas de destilación para el surtimiento de agua potable, de la que se carece casi por completo, siendo áridos y hasta calvos sus contornos y serranía en larga distancia. Pero en sus inmediaciones y en más lejanía se hallan centros de minerales de plata y cobre y de sales, que sostienen su movimiento comercial y con los que se comunica por buenos caminos y por un ferrocarril, que penetra en la república de Bolivia, corriendo hasta su frontera al través de territorio chileno por una distancia de 441 kilómetros hasta alcanzar una altitud de 3,696 metros. Su puerto, aunque de capacidad bastante, es solo regular en fondo, y también en abrigo por hallarse muy descubierto á los vientos occidentales. Goza de clima sano y templado: casi nunca llueve. En los años antes de 1866 hallábase desierto el sitio que ocupa esta ciudad, y su bahía era apenas visitada por barcas pescadoras; sólo servía para el embarque de los minerales de las cercanías en la próxima caleta de la Chimba. Por entonces comenzó á servir su puerto para la exportación del salitre y bórax de la vecina quebrada de San Mateo, y ya en 1870 contaba con una que otra habitación, bodegas y dos muelles en relación con esa industria; y de aquí entró en un creciente adelanto con el descubrimiento en ese año de las minas de Caracoles, constituyéndose por su proximidad el puerto de entrada y salida de ellas y de otras vecinas. En ese tiempo pertenecía á Bolivia, y el Presidente de esta república Melgarejo le dió el nombre por el de una posesión territorial, que tenía en la inmediación del antiguo pueblo de Antofagasta de la Sierra. Al principiar la guerra de esa república con Chile, fué el primer punto ocupado por ésta (14 de febrero de 1879), y en 6 y 12 de mayo siguiente se lo declaró respectivamente asiento de la autoridad chilena del territorio y puerto mayor; erigiéndola más adelante la ley de 12 de julio de 1888 en ciudad capital de su provincia. Dista cerca de 1100 kilómetros hacia el N. de Valparaíso y 375 al S. de Iquique.

El geógrafo chileno Luis Risopatrón lo describe como una ‘aldea’ en su libro Diccionario Jeográfico de Chile en el año 1924:: 38 

Antofagasta (Ciudad) 23° 29’ 70° 25’. Se compone de unas 150 manzanas, cortadas en angulo recto por las calles de 18 m de ancho, en una superficie de 3,5 km², se estiende desde el borde de la rada del mismo nombre, en un plano inclinado de las faldas de los cerros, entre los que se abren quebradas de fácil acceso. Goza de un clima sano i templado; se ha registrado 17,2° C de temperatura media, 71% de humedad relativa media, 517,5 mm de evaporación, 2,5 de nebulosidad media (0-10) i ninguna lluvia, en 1919. En los años antes de 1866, hallábase desierto el sitio que ocupa esta ciudad; en 1870, contaba con una que otra habitación, bodegas i dos muelles i entró en creciente adelanto, con el descubrimiento, en ese año del mineral de caracoles. El presidente Melgarejo de Bolivia, a cuyo país entonces pertenecía, le dio al año siguiente, el nombre que tiene, por el de una posesión territorial, que poseía en la inmediación del pueblo de Antofagasta de La Sierra; fue ocupada después a su territorio. Desde entonces ha ido en creciente desarrollo, habiéndose anotado, en el periodo de 1895-1907, un aumento anual de la población de 7,57% con una proporción de alfabetos, en esta última fecha, de 46,4%. Se surte de agua potable, de las vertientes de Polapi i Palpana por una cañería de fierro de 340 kilómetros de largo.

En 1906, la huelga de cargadores y trabajadores ferroviarios en la línea Antofagasta-La Paz, que comenzó en enero, se convirtió en una importante huelga general en Antofagasta. La Región de Antofagasta dependió, hasta la crisis de 1929, de la explotación y exportación de salitre. Cientos de oficinas salitreras nacieron en medio del desierto, y fueron abandonadas con posterioridad. La explotación de nitratos fue, posteriormente reemplazada por la explotación cuprífera. Capitales estadounidenses se establecieron en el interior y administraron la minería del cobre, hasta la Nacionalización, realizada por el gobierno de Salvador Allende.

## Geografía

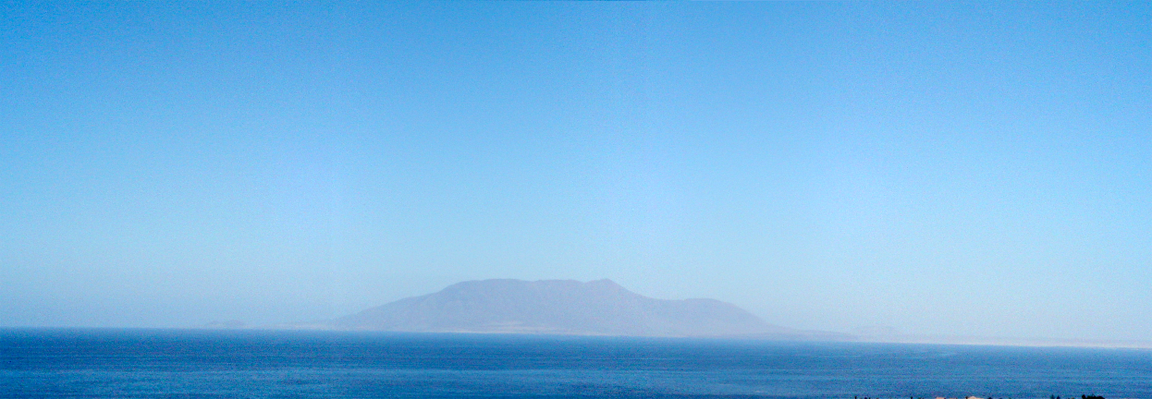
Cerro Moreno y Bahía Moreno.

La ciudad está ubicada en el hemisferio sur de América, a 23°38'39 S de latitud y 70°24'39 O de longitud, con una elevación media de 40 m s. n. m..

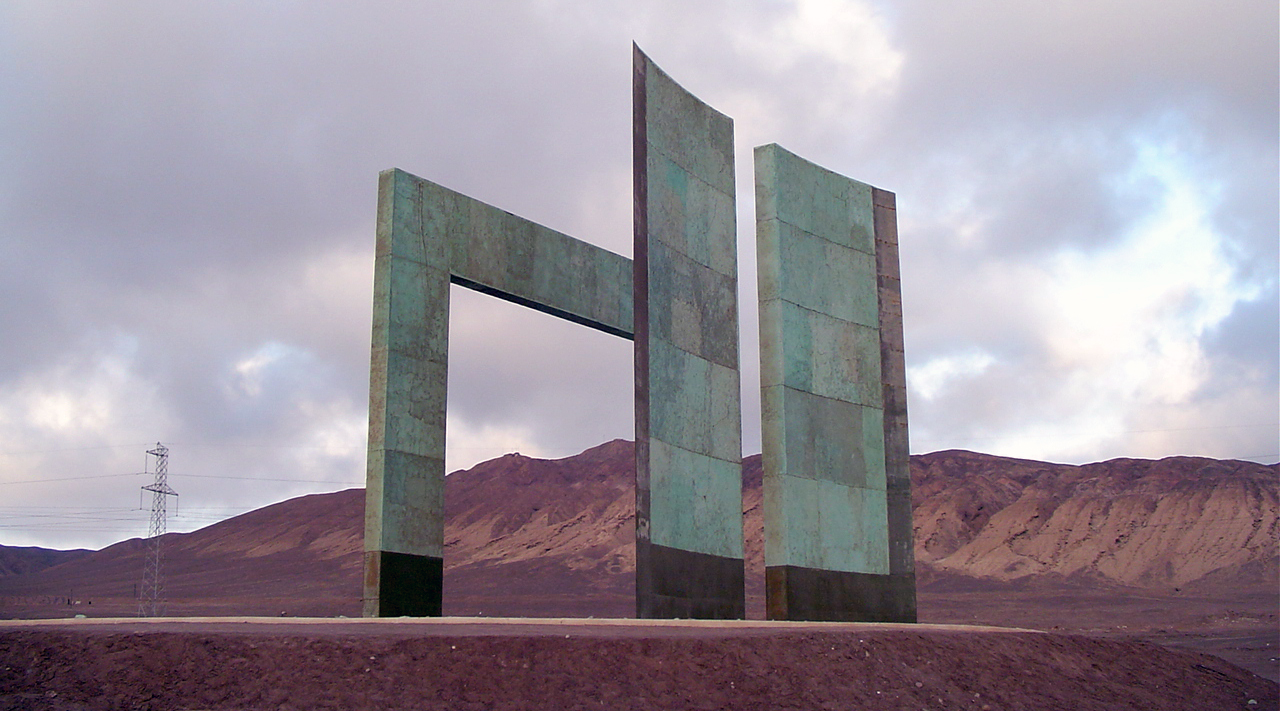
Monumento al Trópico de Capricornio.

Limita al sur con Taltal y Diego de Almagro, al norte con Sierra Gorda, Mejillones y San Pedro de Atacama, al oeste con el océano Pacífico y al este con el Departamento Los Andes de Argentina. El límite norte de la comuna recorre una serie de hitos, siendo destacables (de oeste a este) Punta Lagartos, los cerros Negro, Valenzuela, Carrasco, Amarillo, Búfalo, Mastodonte, Mariposas, Cerrillos, Pingo, Pajonales y, finalmente, una parte de la pampa Piedra Pómez. En el límite sur destacan Punta Dos Reyes, los cerros Paranal, Alto de Varas, Guanaco, Negro del Tolar, Punta del Viento, Varitas, Puntas Largas, San Rosendo y el Dos Hermanos. Fue declarada como una comuna parcialmente en zona fronteriza el 20 de julio de 1999, por el decreto supremo N.º 1.166 del Ministerio de Relaciones Exteriores.
El área urbana de Antofagasta se presenta abruptamente entre el paisaje desértico y se encuentra ubicada en las planicies litorales, al sur de la península de Mejillones y al norte de Cerro Coloso. El Trópico de Capricornio coincide en el sector norte de la ciudad, fuera del radio urbano, donde se ubica el Aeropuerto Nacional Andrés Sabella Gálvez. Por esta razón el 21 de diciembre de 2000 se inauguró el Hito al Trópico de Capricornio.
Posee escasa vegetación por estar inserta dentro del desierto de Atacama, el más árido del mundo.

### Climatología

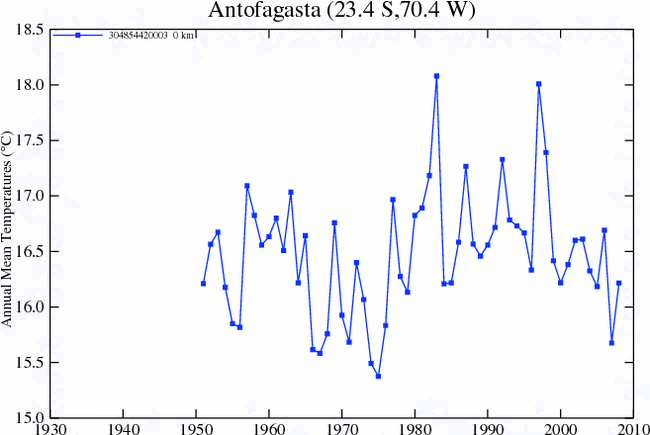
Temperaturas promedio del aire en casilla meteo, 1951 a 2008 (NASA).

La comuna de Antofagasta presenta una variedad climática desértica, que varía según la altitud.
En las planicies litorales (donde se ubica la ciudad) se encuentra un clima desértico con nublados abundantes (BWk).
Tras la Cordillera de la Costa, se encuentra un clima desértico normal (BWk), con una temperatura media anual entre 18° y 28 °C.
En el sector de la Cordillera Domeyko tenemos un clima desértico frío (BWk), con una temperatura media anual que no sobrepasa los 18 °C en invierno, pero en verano puede sobrepasar los 30 °C.
Finalmente en el sector más interno, previo a la Cordillera de los Andes, se encuentra un clima frío de tundra por altura (ETH).
La temperatura media anual es de 16,4 °C; la mínima mensual, de 12 °C y la máxima mensual, de 26 °C. La marcada aridez y la escasez de agua es regulada por la Corriente de Humboldt, lo cual se traduce en temperaturas suaves y estables durante la mayor parte del año, además de abundante humedad y neblinas matinales conocidas como camanchaca. El anticiclón del Pacífico genera vientos desde el sur y el suroeste.
La pluviosidad de la ciudad es de 1,7 mm anual. Sin embargo, en marzo de 2015 un inusual temporal de precipitaciones causó estragos, razón por la cual la presidenta Bachelet declaró estado de excepción constitucional en la ciudad, por lo que las Fuerzas Armadas tomaron el control de la zona.
Según los registros climáticos, en Antofagasta se han registrado eventos lluviosos bastante importantes, como es el caso de 1940, donde se registraron 39 mm de agua, tras las incesantes lluvias que afectó a la localidad de Taltal (13 de junio de 1940) y el Aluvión de Antofagasta de 1991, donde cayeron 42 mm de agua.
| Parámetros climáticos promedio de Antofagasta (1991–2020, extremos 1950–presente)       | Parámetros climáticos promedio de Antofagasta (1991–2020, extremos 1950–presente) | Parámetros climáticos promedio de Antofagasta (1991–2020, extremos 1950–presente) | Parámetros climáticos promedio de Antofagasta (1991–2020, extremos 1950–presente) | Parámetros climáticos promedio de Antofagasta (1991–2020, extremos 1950–presente) | Parámetros climáticos promedio de Antofagasta (1991–2020, extremos 1950–presente) | Parámetros climáticos promedio de Antofagasta (1991–2020, extremos 1950–presente) | Parámetros climáticos promedio de Antofagasta (1991–2020, extremos 1950–presente) | Parámetros climáticos promedio de Antofagasta (1991–2020, extremos 1950–presente) | Parámetros climáticos promedio de Antofagasta (1991–2020, extremos 1950–presente) | Parámetros climáticos promedio de Antofagasta (1991–2020, extremos 1950–presente) | Parámetros climáticos promedio de Antofagasta (1991–2020, extremos 1950–presente) | Parámetros climáticos promedio de Antofagasta (1991–2020, extremos 1950–presente) | Parámetros climáticos promedio de Antofagasta (1991–2020, extremos 1950–presente) |
| Mes                                                                                     | Ene.                                                                              | Feb.                                                                              | Mar.                                                                              | Abr.                                                                              | May.                                                                              | Jun.                                                                              | Jul.                                                                              | Ago.                                                                              | Sep.                                                                              | Oct.                                                                              | Nov.                                                                              | Dic.                                                                              | Anual                                                                             |
| --------------------------------------------------------------------------------------- | --------------------------------------------------------------------------------- | --------------------------------------------------------------------------------- | --------------------------------------------------------------------------------- | --------------------------------------------------------------------------------- | --------------------------------------------------------------------------------- | --------------------------------------------------------------------------------- | --------------------------------------------------------------------------------- | --------------------------------------------------------------------------------- | --------------------------------------------------------------------------------- | --------------------------------------------------------------------------------- | --------------------------------------------------------------------------------- | --------------------------------------------------------------------------------- | --------------------------------------------------------------------------------- |
| Temp. máx. abs. (°C)                                                                    | 31.8                                                                              | 30.5                                                                              | 30.6                                                                              | 28.8                                                                              | 28.6                                                                              | 23.8                                                                              | 24.0                                                                              | 27.0                                                                              | 25.5                                                                              | 27.4                                                                              | 26.0                                                                              | 29.8                                                                              | 31.8                                                                              |
| Temp. máx. media (°C)                                                                   | 23.6                                                                              | 23.6                                                                              | 22.6                                                                              | 20.5                                                                              | 18.8                                                                              | 17.3                                                                              | 16.5                                                                              | 16.8                                                                              | 17.4                                                                              | 18.5                                                                              | 20.1                                                                              | 21.8                                                                              | 19.8                                                                              |
| Temp. media (°C)                                                                        | 20.2                                                                              | 20.2                                                                              | 19.1                                                                              | 17.3                                                                              | 15.7                                                                              | 14.5                                                                              | 13.8                                                                              | 14.0                                                                              | 14.6                                                                              | 15.6                                                                              | 17.1                                                                              | 18.7                                                                              | 16.7                                                                              |
| Temp. mín. media (°C)                                                                   | 17.4                                                                              | 17.2                                                                              | 16.2                                                                              | 14.6                                                                              | 13.3                                                                              | 12.3                                                                              | 11.7                                                                              | 12.2                                                                              | 12.9                                                                              | 13.9                                                                              | 15.1                                                                              | 16.2                                                                              | 14.4                                                                              |
| Temp. mín. abs. (°C)                                                                    | 10.2                                                                              | 8.3                                                                               | 9.0                                                                               | 0.0                                                                               | 5.3                                                                               | 6.0                                                                               | 5.8                                                                               | 3.6                                                                               | 6.5                                                                               | 7.0                                                                               | 9.2                                                                               | 7.5                                                                               | 0.0                                                                               |
| Precipitación total (mm)                                                                | 0.0                                                                               | 0.0                                                                               | 0.8                                                                               | 0.1                                                                               | 0.2                                                                               | 1.5                                                                               | 0.4                                                                               | 0.8                                                                               | 0.2                                                                               | 0.2                                                                               | 0.1                                                                               | 0.1                                                                               | 4.4                                                                               |
| Días de precipitaciones (≥ 1.0 mm)                                                      | 0.0                                                                               | 0.0                                                                               | 0.0                                                                               | 0.0                                                                               | 0.1                                                                               | 0.2                                                                               | 0.1                                                                               | 0.2                                                                               | 0.1                                                                               | 0.1                                                                               | 0.0                                                                               | 0.0                                                                               | 1.0                                                                               |
| Horas de sol                                                                            | 312                                                                               | 294                                                                               | 289                                                                               | 249                                                                               | 228                                                                               | 200                                                                               | 207                                                                               | 210                                                                               | 220                                                                               | 250                                                                               | 270                                                                               | 303                                                                               | 3032                                                                              |
| Humedad relativa (%)                                                                    | 74                                                                                | 75                                                                                | 77                                                                                | 77                                                                                | 76                                                                                | 76                                                                                | 75                                                                                | 75                                                                                | 74                                                                                | 74                                                                                | 73                                                                                | 73                                                                                | 75                                                                                |
| Fuente n.º 1: Dirección Meteorológica de Chile                                          |                                                                                   |                                                                                   |                                                                                   |                                                                                   |                                                                                   |                                                                                   |                                                                                   |                                                                                   |                                                                                   |                                                                                   |                                                                                   |                                                                                   |                                                                                   |
| Fuente n.º 2: NOAA (días con precipitaciones 1991–2020) Ogimet (horas de sol 1981–2010) |                                                                                   |                                                                                   |                                                                                   |                                                                                   |                                                                                   |                                                                                   |                                                                                   |                                                                                   |                                                                                   |                                                                                   |                                                                                   |                                                                                   |                                                                                   |

#### Microclimas
El clima sectorial de la ciudad de Antofagasta es variopinto según la ubicación geográfica: mientras que para el lado sur de la ciudad en el sector de Coviefi y Jardines del Sur es más seco y se presenta por la mañana con un viento sur de sensación térmica helada y usualmente soleado el resto del día; para el norte es de microclima neblinoso y húmedo y se abre al sol a partir del mediodía; en cambio, para el sector La Negra y Nudo Uribe el clima es helado, ventoso y neblinoso debido a la altura (800-1000 m) que es el horizonte de altura de la nubosidad costera baja dando lugar a camanchacas en ciertos periodos del año que se disipan súbitamente al mediodía.[cita requerida]

### Geomorfología

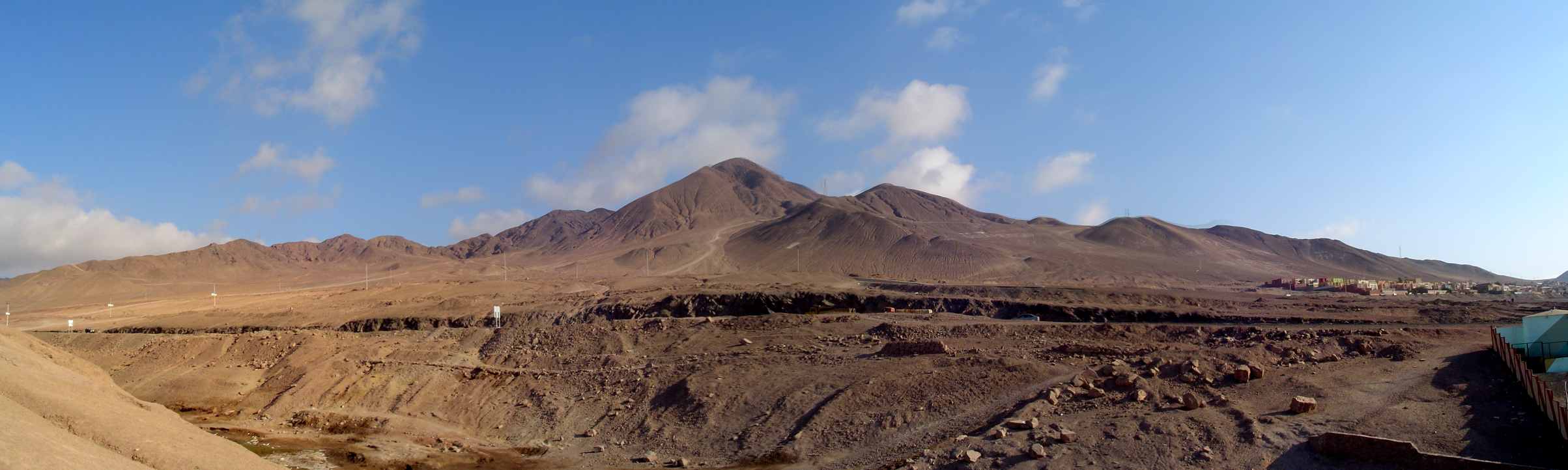
Quebrada El Carrizo, ubicada en el sector sur de la ciudad.

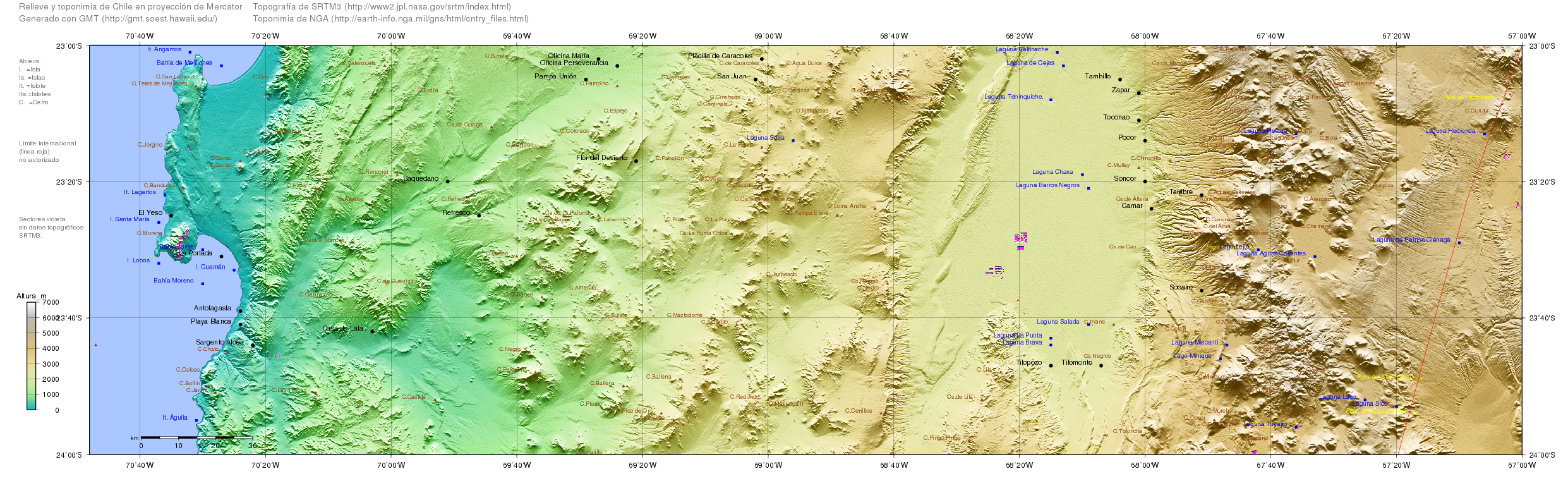
Relieve de Antofagasta.

Antofagasta se encuentra cimentada sobre suelos rocosos, duros y resistentes. Sobre esta capa se encuentra un suelo denso de arena y fragmentos rocosos de tamaño medio donde existen vestigios minerales abundantes. Según la clasificación general de suelos, está sobre suelos franco-arcillosos del tipo I y II.
La ciudad posee una geomorfología irregular por la presencia de colinas escarpadas (400-500 m) que son parte de Cordillera de la Costa en su borde del este, y por el océano Pacífico al oeste. La formación del macizo rocoso hace que la pendiente del borde costero sea con escarpes muy abruptos (sector de Coloso, al sur de la ciudad). La altura de las colinas que rodean Antofagasta es insuficiente para que produzca el fenómeno de punto de rocío atmosférico cuando asciende la nubosidad matinal.
El borde costero posee sedimentos volcánicos, en contraste con la constitución de los cerros de arena fina. Destaca en el mar una formación rocosa llamada La Portada de Antofagasta.

### Hidrografía

Quebradas que desembocan en la ciudad de Antofagasta

Existen alrededor de quince quebradas que presentan hoyas con acumulaciones de arena y grava. Entre las de mayor amplitud están las hoyas La Chimba, Caracoles, La Cadena, La Negra y El Way. Estas hoyas y sus respectivas quebradas —la Quebrada sin nombre, Baquedano, El Toro, El Carrizo y Jardines del sur—, fueron las responsables de los anegamientos producto del llamado aluvión de 1991.
Antofagasta como ciudad no posee en su borde costero playas naturales siendo la mayoría de las existentes artificiales, el borde costero es rocoso y abrupto y solo al norte de la ciudad, en los acantilados se extienden playas naturales en el sector de La Portada como Las Losetas y La Rinconada a continuación de la anterior.
La presencia del anticiclón del Pacífico provoca una marcada ausencia de precipitaciones. La media anual de precipitaciones es de solo 4 mm, las cuales se producen generalmente en los meses de junio, julio y agosto. De manera muy especial las precipitaciones pueden extenderse hasta los meses de noviembre y diciembre, como consecuencia del fenómeno del invierno altiplánico.
Dentro de los recursos hidrográficos de la comuna, encontramos los salares, entre los cuales destacan el de Pajonales, mar Muerto, Punta Negra y el de Navidad. Entre los diversos cuerpos de agua, se destacan la Laguna de la Azufrera, Río Frío; y Salar de Aguas Calientes, Salar de Imilac, Salar Morros, Salar de Pajonales, Salar Mar Muerto y Salar Punta Negra.

## Medio ambiente

### Componentes bióticos

Trazado simplificado de los ecosistemas y cuerpos de agua presentes en la comuna de Antofagasta.

Dentro del territorio de la comuna se pueden hallar los siguientes ecosistemas:
- Desierto tropical interior con vegetación escasa (Preocupación menor)
- Herbazal tropical-mediterráneo andino donde predomina Chaetanthera sphaeroidalis (Vulnerable)
- Matorral bajo desértico tropical andino donde predominan Aloysia deserticola y Atriplex imbricata (Preocupación menor)
- Matorral bajo desértico tropical interior donde predominan Adesmia atacamensis y Cistanthe salsoloides (Preocupación menor)
- Matorral bajo desértico tropical interior donde predominan Nolana leptophylla y Cistanthe salsoloides (Preocupación menor)
- Matorral bajo tropical andino donde predominan Adesmia frigida y Stipa frigida (Vulnerable)
- Matorral bajo tropical andino donde predominan Fabiana bryoides y Parastrephia quadrangularis (Vulnerable)
- Matorral bajo tropical andino donde predominan Mulinum crassifolium y Urbania pappigera (Vulnerable)
- Matorral desértico mediterráneo costero donde predominan Euphorbia lactiflua y Eulychnia iquiquensis (Preocupación menor)
- Matorral desértico mediterráneo costero donde predominan Gypothamnium pinifolium y Heliotropium pycnophyllum (Preocupación menor)
- Matorral desértico mediterráneo interior donde predominan Oxyphyllum ulicinum y Gymnophyton foliosum (Preocupación menor)
- Matorral desértico tropical-mediterráneo costero donde predominan Copiapoa boliviana y Heliotropium pycnophyllum (Preocupación menor)
- Matorral desértico tropical-mediterráneo costero donde predominan Ephedra breana y Eulychnia iquiquensis (Vulnerable)
- Zonas geográficas hinóspitas sin vegetación (Sin información)

### Medidas de protección ambiental y conflictos socioambientales
Hasta 2022, la comuna de Antofagasta cuenta con las siguientes zonas que cuentan con algún nivel de protección ambiental:
- Salar Aguas Calientes IV (Sitio Ramsar)[58]
- Costa de Paposo 2 (Sitios ERB)[59]
- Humedal Aguada La Chimba (Humedal urbano)[60]
- Humedal Salar del Carmen (Humedal urbano)[61]
- Humedal Vertiente de la Chimba Norte (Humedal urbano)[62]
- Isla Santa María (Bien Nacional Protegido)[63]
- Monumento Natural La Portada (Monumento Natural)
- Monumento Natural Paposo Norte (Monumento Natural)
- Parque Nacional Llullaillaco (Parque Nacional)[64]
- Parque Nacional Morro Moreno (Parque Nacional)[65]
- Península de Mejillones (Sitios Ley 19.300)[66]
- Reserva Nacional La Chimba (Reserva Nacional)
- Salar de Aguas Calientes IV (Sitios Ley 19.300)[67]
- Salar de Punta Negra (Sitios ERB)[68]
- Santuario de la Naturaleza Aguada La Chimba (Santuario de la Naturaleza)[69]

## Demografía
Según los datos recolectados en el censo aplicado el año 2002 por el Instituto Nacional de Estadísticas (INE), la comuna de Antofagasta posee una población de 296 905 habitantes distribuidos en una superficie de 30 718 km², de los cuales 143 685 son mujeres y 153 220 son hombres. De estos, 285 155 corresponden a habitantes de la ciudad y el resto a pequeñas localidades urbanísticamente independientes, pero administrativamente parte de la comuna homónima. El porcentaje de variación intercensal entre 1992 y 2002 es de un 30%.
Antofagasta acoge al 60,10% de la población total de la región. Un 0,37% (1113 habitantes) corresponde a población rural y un 99,63% (295 792 habitantes) a urbana.
El auge del salitre de principios del XX atrajo a varios inmigrantes de todas las nacionalidades a la región, primando los de origen europeo. Entre los grupos de inmigrantes más importantes encontramos a los británicos y croatas; y en menor número griegos. Al mismo tiempo llegó una cifra importante de inmigrantes internos a trabajar en las salitreras. Estos nuevos "pampinos salitreros" provenían mayoritariamente del "norte chico", principalmente provenientes de las actuales regiones de Atacama y Coquimbo en Chile, dando origen al grueso de la población actual. Tanto la inmigración europea como la de trabajadores chilenos del sur del país es llamada comúnmente inmigración histórica, puesto que ocurrió en un momento importante en el desarrollo de la ciudad. La proveniente de Europa finalizó hace más de un siglo; sin embargo los trabajadores de otras regiones de Chile siguen llegando a la región. Este flujo inmigratorio proveniente de Europa ha sido reemplazado por la constante llegada de latinoamericanos.
Existen importantes colectividades latinoamericanas y asiáticas residentes en la ciudad de Antofagasta. La mayor población extranjera corresponde a inmigrantes provenientes de Colombia, Venezuela, Perú y Bolivia, seguida por inmigraciones históricas como la croata, griega, británica, china y árabe.
La población afrodescendiente y afrolatina ha aumentado considerablemente en los últimos años, siendo la mayoría de ellos de origen ecuatoriano, colombiano y venezolano. Antofagasta es uno de los principales destinos para inmigrantes latinoamericanos en el país, llegando a alcanzar la cifra de más 40 000 inmigrantes en los últimos cinco años, fluctuando cerca del 10% de la población de la ciudad.
Para el censo realizado en el año 1907, el 15,7 % de la población de Antofagasta eran extranjeros, principalmente bolivianos, británicos y peruanos.
Actualmente viven en la ciudad 37.877 extranjeros, de los cuales 11.771 son de nacionalidad colombiana, 10.126 son de nacionalidad peruana y 9.710 corresponden a bolivianos.
A nivel histórico, solo se ha registrado una vez en que la población disminuyó: el decenio 1930-40, cuando se redujo de 54 570 a 51 107 habitantes. La razón principal fue el cierre de las salitreras del interior de la provincia, obligando a muchas familias a dejar la zona y retornar al sur.

## Administración

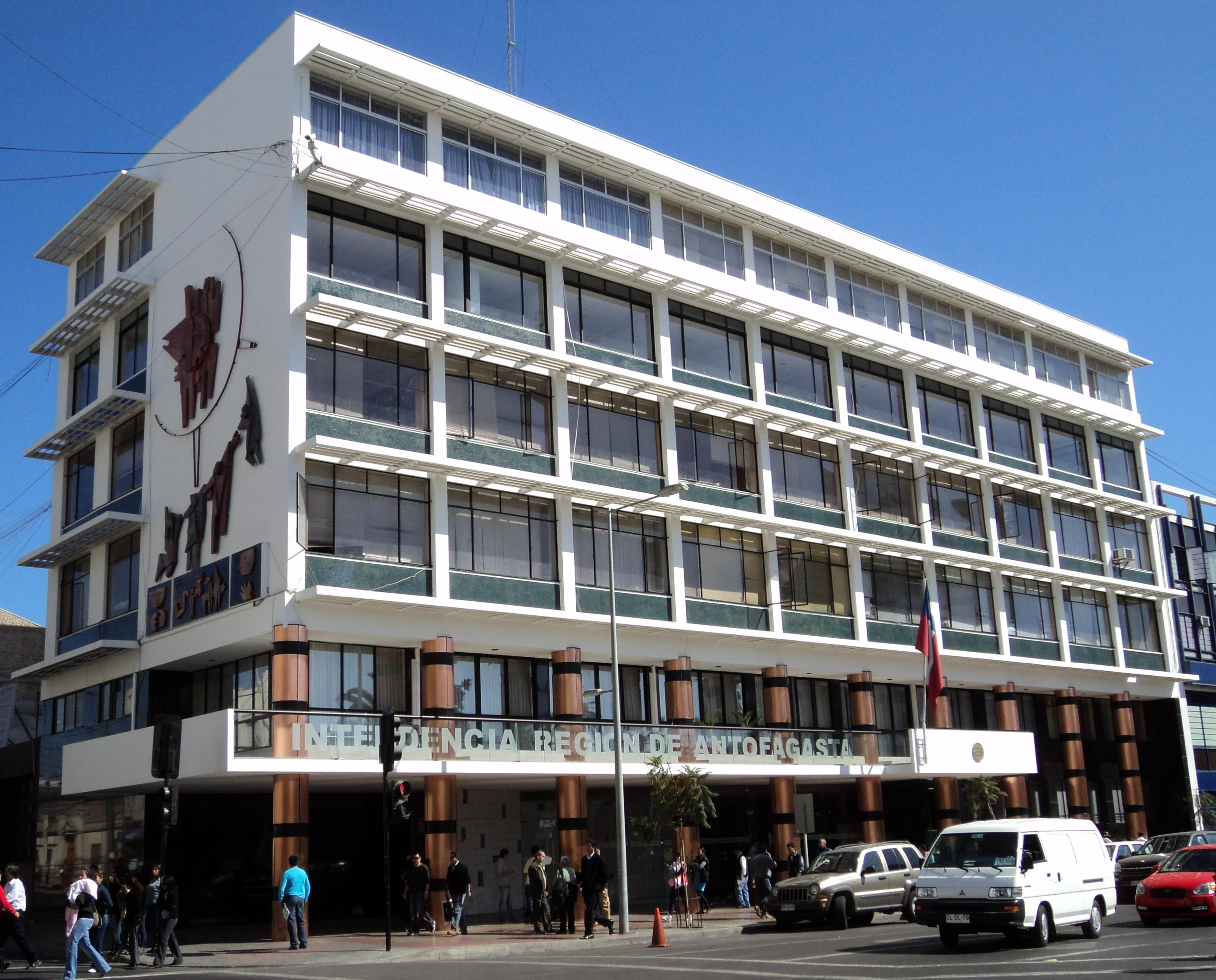
Edificio de la Intendencia de la Región de Antofagasta.

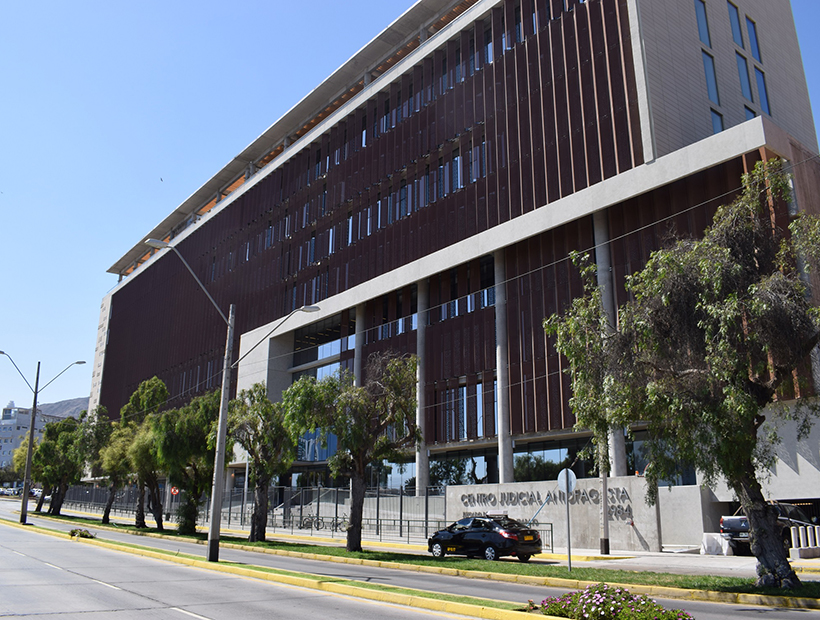
Centro de Justicia de Antofagasta.

La comuna de Antofagasta pertenece a la 2.ª circunscripción (II - Antofagasta), que estará representada en el Senado por Esteban Velásquez (FREVS), Pedro Araya Guerrero (independiente) y Paulina Núñez Urrutia (RN). Como parte del distrito número 3, en la Cámara de Diputados la representan Catalina Pérez (RD), Sebastián Videla Castillo (IND-PL), Yovana Ahumada Palma (PDG), Jaime Araya Guerrero (PPD-IND) y José Miguel Castro (RN).
La administración de la comuna recae sobre la Municipalidad de Antofagasta, corporación autónoma de derecho público, con personalidad jurídica y patrimonio propio.
La Municipalidad de Antofagasta es dirigida para el período 2024-2028 por el alcalde Sacha Razmilic Burgos (Evópoli). En tanto, el Concejo Municipal, cuya función es fiscalizadora, normativa y resolutiva, está conformado por:
- Patricio Aguirre Ramírez (REP)
- Camilo Kong Pineda (FA)
- Ignacio Pozo Piña (Ind./PR)
- Norma Leiva Escalona (PS)
- Karina Guzmán Arias (FRVS)
- Waldo Valderrama Salazar (PCCh)
- Carolina Rivera González (Evópoli)
- Dinko Rendic Véliz (Ind./RN)
- María Tapia Zepeda (PDG)
- Claudio Aguirre Vergara (REP)

La comuna posee tres juzgados de policía local. Adicionalmente, cuenta con una serie de direcciones municipales, entidades creadas para satisfacer y controlar ciertas necesidades comunitarias de una manera más específica. En la comuna de Antofagasta se encuentra el edificio de la Intendencia Regional, sede administrativa del Gobierno Regional.

## Economía

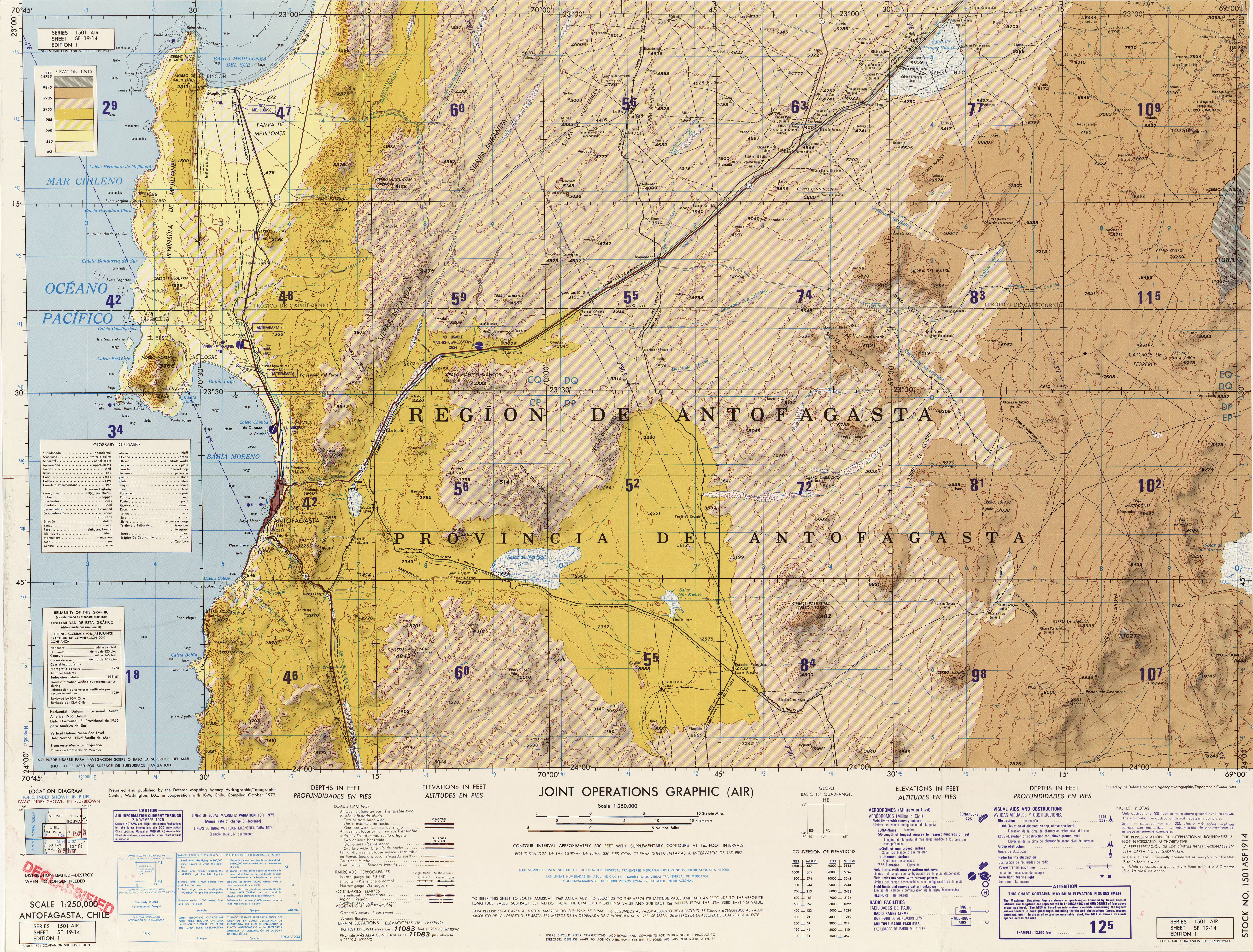
Mapa de la Zona

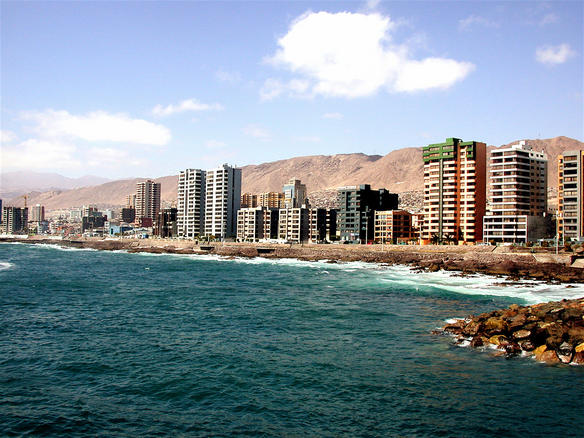
Crecimiento de la ciudad.

Antofagasta está considerada la segunda ciudad más cara para vivir de Chile junto con Santiago y Punta Arenas. Además, está considerada como una de las ciudades cuya población tiene mayor poder adquisitivo y gana más que la media del país debido a su hegemonía minera. A pesar de la crisis económica de 2009, Antofagasta posee menores índices de cesantía que el resto de Chile.
En 2018, la cantidad de empresas registradas en Antofagasta fue de 10.557. El Índice de Complejidad Económica (ECI) en el mismo año fue de 2,48, mientras que las actividades económicas con mayor índice de Ventaja Comparativa Revelada (RCA) fueron Reparación de Maquinaria para Industria Textil, de la Confección, del Cuero y del Calzado (59,17), Fabricación de Cojinetes, Engranajes, Trenes de Engranajes y Piezas de Transmisión (44,31) y Agencias de Noticias (37,55).
Antofagasta es una de las ciudades que alberga una mayor proporción de profesionales foráneos (ingenieros y técnicos), provenientes de otras zonas, principalmente de Santiago y Concepción.
Históricamente, tanto la región como la comuna han tenido una economía basada en menor proporción en la producción industrial y ampliamente en la explotación de minerales, especialmente del cobre. En los primeros años, la búsqueda de guaneras y yacimientos de cobre era la principal atracción. Posteriormente, para el siglo XIX el descubrimiento de yacimientos de salitre y su gran valor a nivel mundial de aquella época, hicieron de Antofagasta un lugar de interés. La minería del salitre decayó bruscamente con la síntesis de nitrato de sodio y potasio en Alemania y el cobre cobró mayor preponderancia a mediados del siglo XX.
Tras la caída de la industria salitrera, que se desencadenó con el descubrimiento del salitre sintético, Chile entró en una profunda depresión económica que lo afectó por décadas. Actualmente, el cobre se ha convertido en el principal mineral del país. Otros minerales de interés son el litio, el yodo, los boratos, la minería de la plata y el oro en mucho menor proporción.
54% de la producción minera de Chile se extrae en la Región de Antofagasta, que representa un 16% de la producción mundial de cobre. Entre sus empresas de cobre más importantes se encuentran la de Mantos Blancos, ubicada a unos 60 km de Antofagasta, Compañía Minera Zaldívar, Minera Escondida, que es hegemónica en la zona, así como la SQM (boratos y carbonato de litio), Albemarle (carbonato de litio), y Atacama Minerals (salitre), entre otras.
A 20 km al interior de la zona urbana se encuentra la ciudad empresarial La Negra, un complejo de aproximadamente 2400 hectáreas con la refinería de alto horno de cobre Noranda (Alto Norte), que da una alta producción de residuos arsenicales, y la planta de cemento y cal Inacesa.
Dentro del radio urbano, los centros de operaciones de múltiples empresas se encuentran insertos dentro del barrio industrial, principalmente a lo largo de la avenida Pedro Aguirre Cerda.
El Casino & Resort Enjoy Antofagasta abrió sus puertas el 11 de noviembre de 2008. La construcción del complejo —que incluye un casino de 2300 m², un hotel cinco estrellas, un centro de convenciones con capacidad para 864 personas, un spa, tres restaurantes, cinco bares, bingo, bufé, cafeterías, salas de espectáculos, una zona de entretenimiento infantil y una discoteca, además de 264 estacionamientos, 35 637 m² en total— estuvo a cargo de los arquitectos de Estudio Larraín y la empresa Salfacorp. El casino propiamente tal cuenta con 700 máquinas tragamonedas, 40 mesas de juegos y 320 posiciones de bingo.

### Comercio

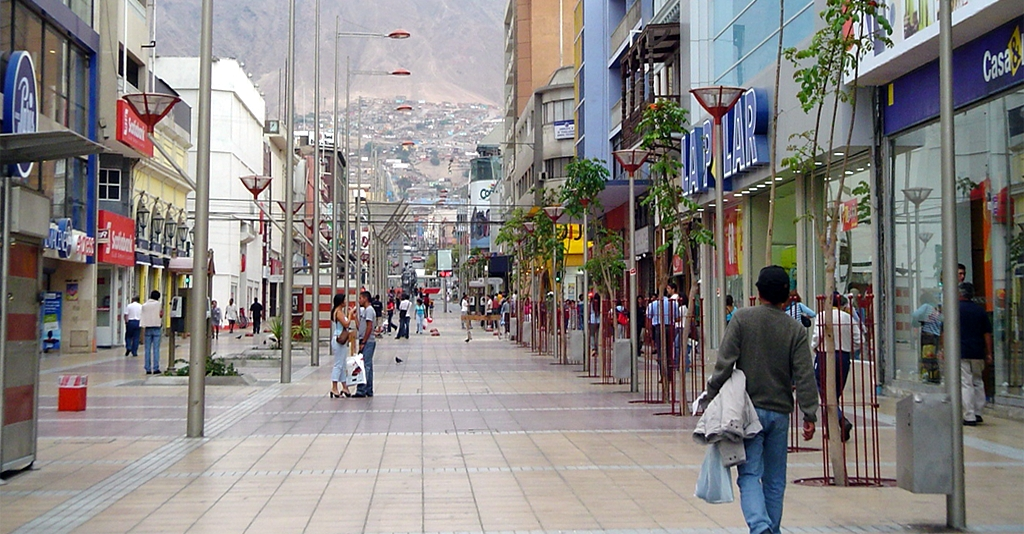
Paseo peatonal Arturo Prat, eje de la principal zona comercial de la ciudad

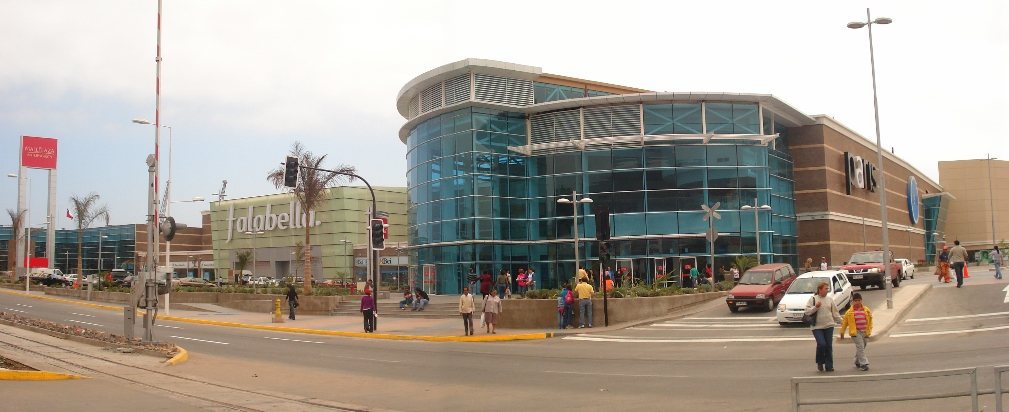
Vista de la entrada principal del Mall Plaza Antofagasta.

Hasta mediados de los años 1990, el núcleo comercial de la ciudad se concentraba principalmente en la zona central, distribuyéndose a lo largo de los paseos peatonales Arturo Prat y Manuel Antonio Matta, además de algunas calles aledañas. El sector estaba fundamentalmente conformado por tiendas locales o nacionales, generalmente de administración familiar local.
Con la finalidad de generar nuevos polos de desarrollo urbano para la ciudadanía y descentralizar el comercio, nacieron nuevos proyectos con miras a un impacto mayor en el flujo comercial antofagastino. A mediados de la citada década comenzaron a emplazarse en la ciudad las cadenas comerciales más importantes del país, atraídas principalmente por el alto poder adquisitivo que poseen los trabajadores asociados al rubro minero de la región: Falabella, París, La Polar, Ripley, Johnson´s, Corona, Tricot, Dijon e Hites.
El reciente equipamiento comunitario para el sector norte de la ciudad, esencialmente en la periferia de la "Plaza Bicentenario de la República", ha contribuido enormemente a descentralizar el comercio.
Con la inauguración de Mall Plaza Antofagasta, filial regional de la cadena nacional homónima, el 15 de septiembre de 2006, la ciudad ha extendido su zona comercial hacia el borde costero, habilitando espacios destinados principalmente al esparcimiento y la recreación familiar. Este proyecto comercial, que alberga a las grandes tiendas y los principales bancos nacionales, se enmarca dentro del plan de mejoramiento de la Costanera Central, constituye el primer recinto de este tipo que se habilitó en la ciudad y está catalogado como el principal núcleo de esparcimiento de Antofagasta.
Por otra parte, la plaza Emilio Sotomayor constituye también una de las principales arterias comerciales de la ciudad, y concentra a un grupo de pequeños artesanos locales. En este mismo lugar se encuentra el mercado municipal, lugar de venta de alimentos y flores, donde se concentra una importante cantidad de restaurantes de comida de casa, cuya especialidad vine dada por los productos marinos. Además la plaza es un punto de encuentro de actividades culturales y recreativas, así como también una importante fuente de trabajo.

## Relaciones internacionales
La ciudad de Antofagasta es sede de una serie de instituciones de relaciones internacionales, tales como la Unidad Regional de Asuntos Internacionales (URAI) del Gobierno Regional de Antofagasta, encargada del análisis y gestión de las relaciones bilaterales y multilaterales de la región con América Latina y el resto del mundo, la Comisión de Sustentabilidad y Relaciones Internacionales del Consejo Regional de Antofagasta, la oficina regional del Servicio Nacional de Migraciones, la oficina regional de la Dirección General de Promoción de Exportaciones (ProChile), el Departamento de Migraciones y Policía Internacional de la Policía de Investigaciones, y la Oficina de Migrantes de la Municipalidad de Antofagasta.
En materia de internacionalización en educación superior, los principales actores dentro de Antofagasta son la Dirección de Relaciones Internacionales y Centro de Idiomas de la Universidad de Antofagasta, y la Dirección de Relaciones Internacionales de la Universidad Católica del Norte.

### Consulados
| - Alemania (Consulado Honorario) - Argentina (Consulado General) - Bélgica (Consulado Honorario) - Bolivia (Consulado) - Canadá (Consulado Honorario) - Colombia (Consulado General) - Croacia (Consulado Honorario) - Dinamarca (Consulado Honorario) | - Ecuador (Consulado Honorario) - España (Consulado Honorario) - Finlandia (Consulado Honorario) - Francia (Consulado Honorario) - Grecia (Consulado Honorario) - Italia (Viceconsulado Honorario) - Países Bajos (Consulado Honorario) - Paraguay (Consulado Honorario) |

## Perfil urbanístico

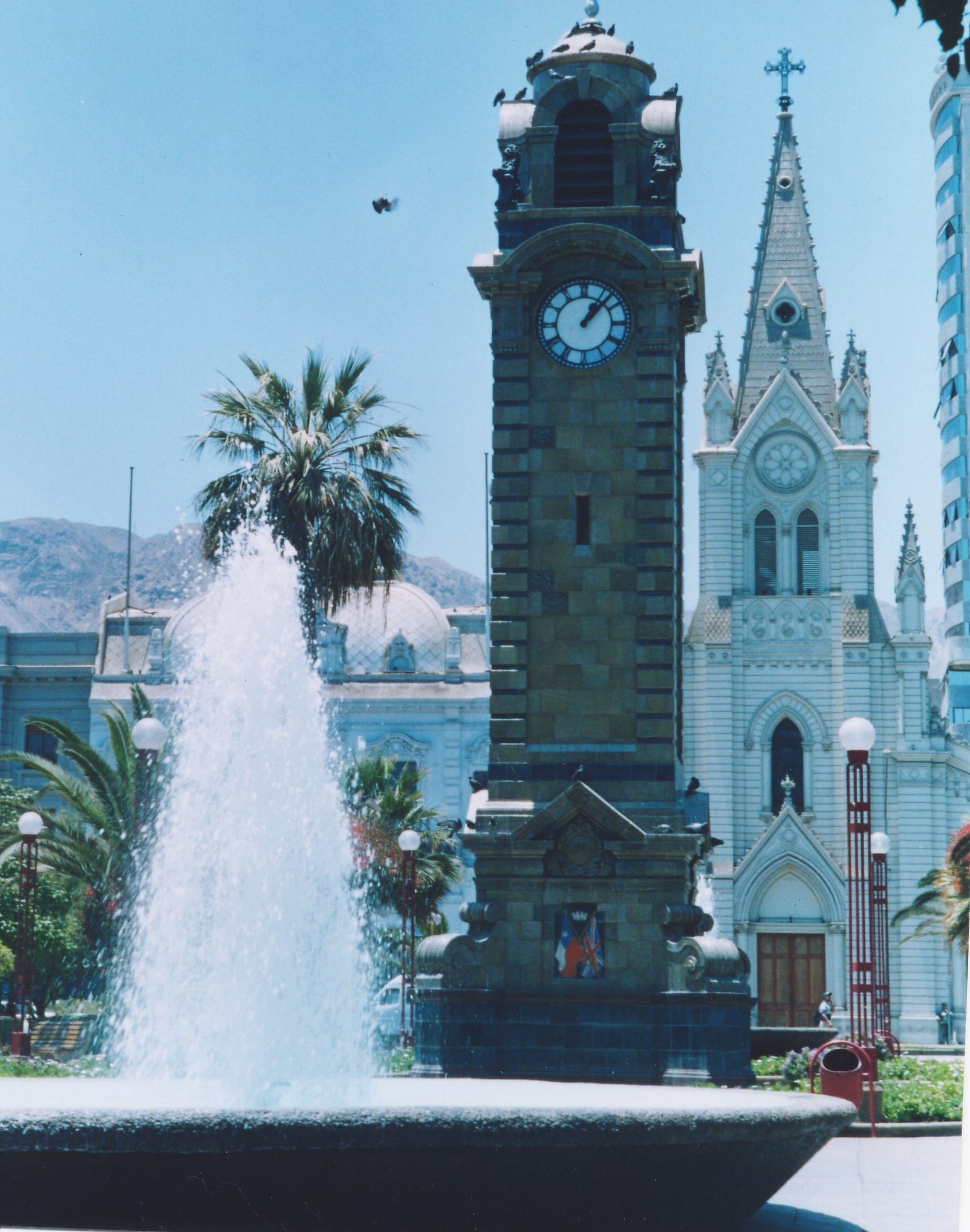
Torre Colón y Catedral, símbolos de la Perla del Norte.

En el ámbito urbano, Antofagasta se caracteriza principalmente por zonas muy definidas, de acuerdo con el nivel socioeconómico de su población (sector norte, sector centro, sector sur, sector centro-alto, etc.
Desde 2005 en adelante, Antofagasta ha experimentado un fuerte crecimiento urbano hacia el sector sur y especialmente en el extremo norte de la ciudad, donde han surgido conjuntos habitacionales de clase media-alta, como condominios y departamentos.
Pese a todo lo anterior, la ciudad aun mantiene su barrio histórico, caracterizado principalmente por edificios que datan de la época gloriosa del salitre chileno, y que lentamente ceden terreno ante las construcciones modernas.[cita requerida]
Las zonas con viviendas de mayor exclusividad y los sectores más acomodados de la ciudad se encuentran hacia el sur y centro sur, en barrios de clase media-alta como Costa Laguna, Parque Brasil, Club de Yates ( Residencia), Avenida Angamos, Avenida Argentina ( Centro sur), Avenida Grecia, Avenida Croacia, Playa Blanca, Gran vía, Coviefi, Vientos del Sur, Parque inglés y de clase alta como Jardines del Sur y Valle del Mar.

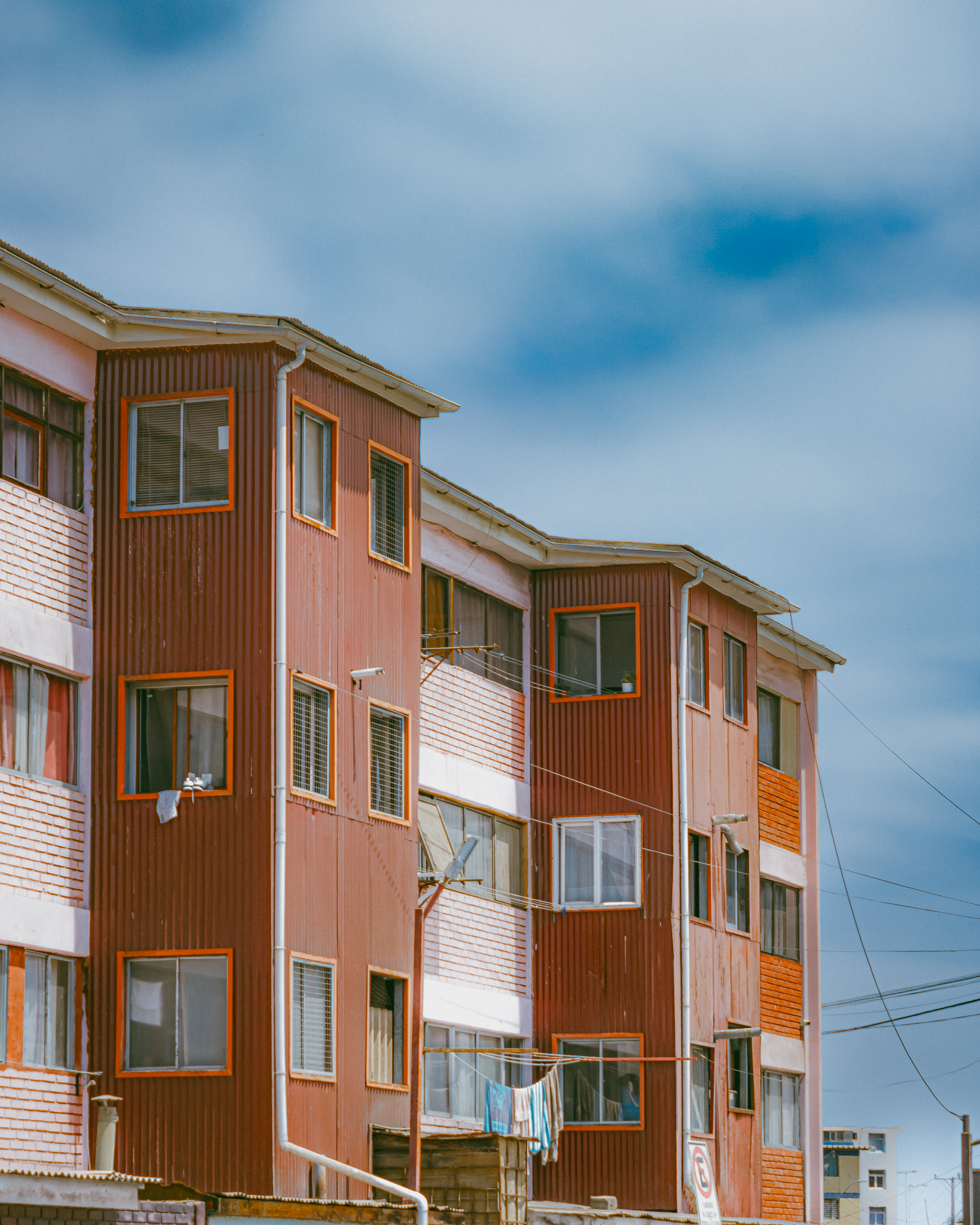
Departamentos de calle Los Libertadores

Las Zonas con viviendas de pobreza y las poblaciones de bajos recursos de la ciudad se encuentran hacia el sector norte y centro norte, en barrios de clase baja y clase media baja como Oscar Bonilla, Los Arenales, La Chimba Alto, Balmaceda, Barrio Industrial, Los Pinares, Las Rocas, Arturo Prat B, Manuel Rodríguez, Avenida Huamachuco, La Corvallis, El Ancla, René Schneider, Miramar Sur y Centro.
Antofagasta es una ciudad que —a diferencia de las fundadas por los españoles, quienes iniciaban la construcción en torno a una manzana que denominaban “plaza de armas” con actas y bendiciones—, tuvo su origen gracias al descubrimiento del salitre en el Salar del Carmen por el industrial José Santos Ossa. Entre los exploradores más célebres se encuentra Juan López, el chango, quien en 1866 fijó en "La Chimba" su residencia permanente. Este hecho le ha permitido ser reconocido como el fundador de Antofagasta, pues los orígenes de esta ciudad no están del todo claros.

## Turismo

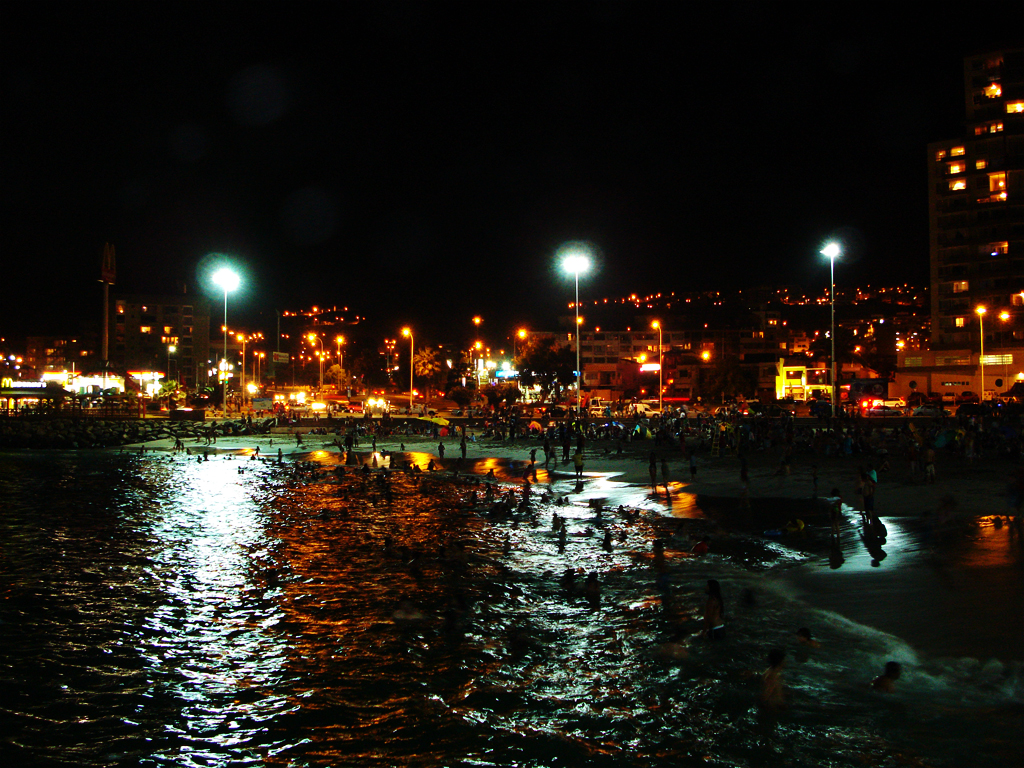
Balneario municipal a medianoche.

Según datos del Instituto Nacional de Estadísticas (INE) y el Servicio Nacional de Turismo (SERNATUR) durante el primer semestre de 2006, de un total de 1 249 578 turistas (provenientes del territorio nacional o extranjero) que circularon por Chile durante dicho período, 123 643 lo hicieron por la comuna de Antofagasta, lo que se traduce en un crecimiento del flujo turístico comunal de un 31,39% (respecto a los 94 107 turistas del informe anterior).

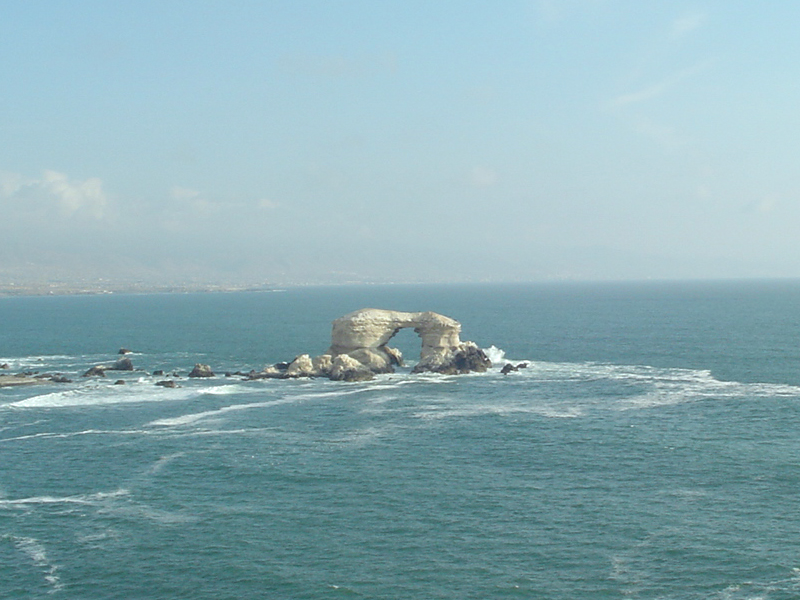
Monumento natural La Portada.

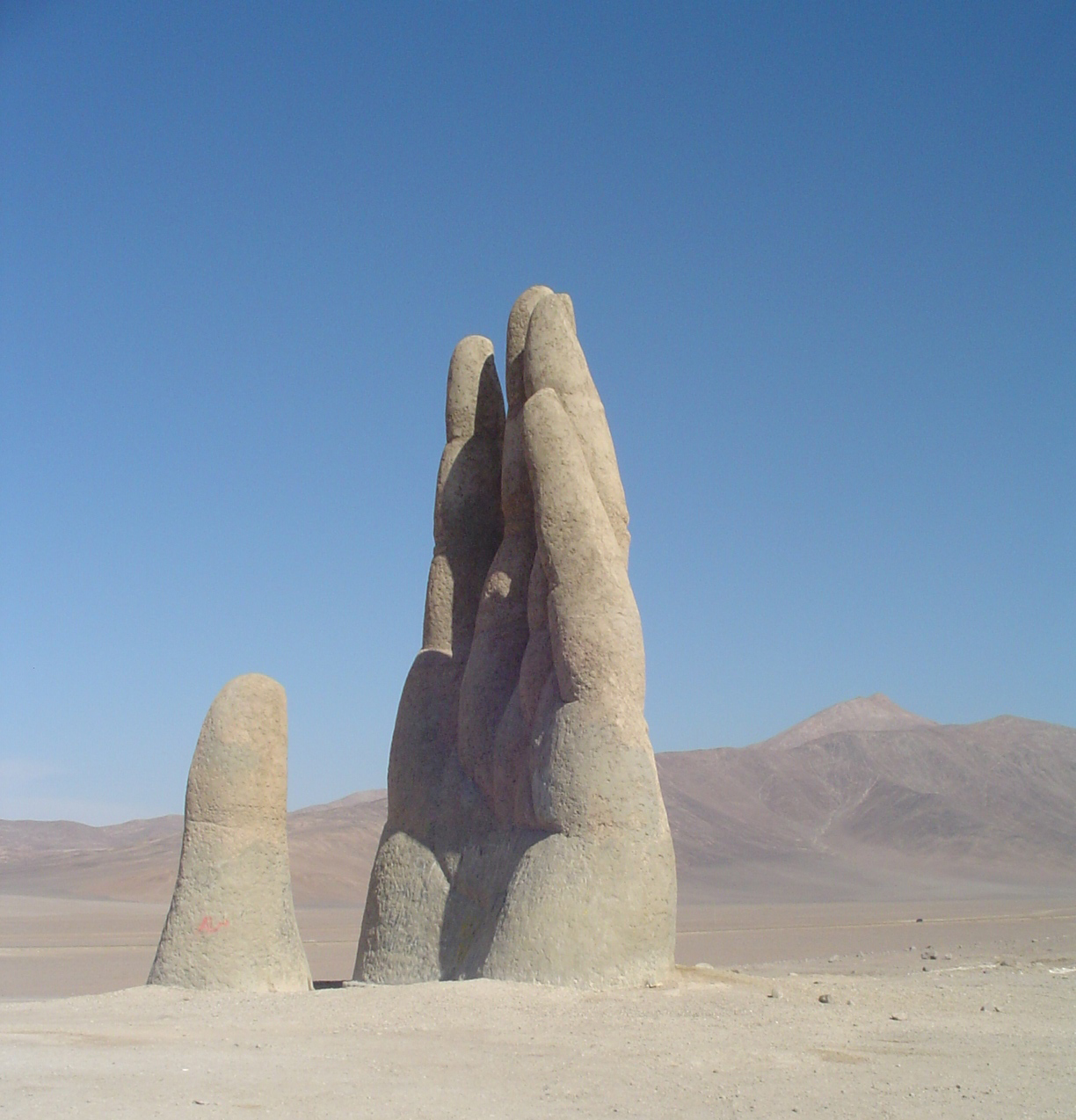
Mano del Desierto.

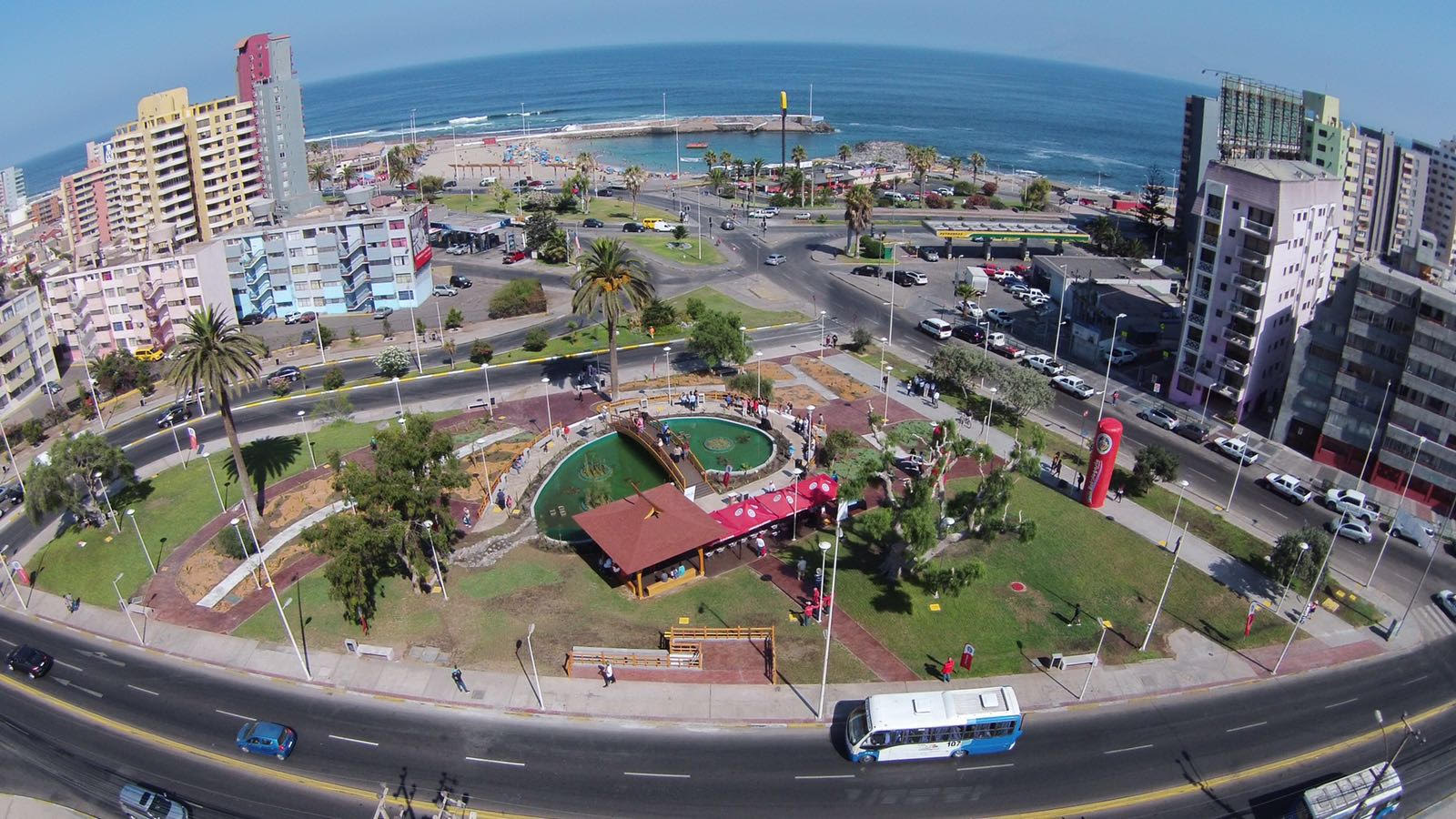
Parque Japonés.

San Pedro de Atacama, considerada la capital arqueológica de Chile, fue declarada Zona Típica en 1980, es uno de los principales polos turísticos de la región, que tiene en la comuna varios monumentos nacionales de Chile. El segundo día de febrero se celebra la fiesta de la Candelaria y, el mismo mes, el carnaval de San Pedro; el 29 de junio, la fiesta de este santo y el 25 de diciembre, adoración del Niño Dios.
Dentro de los atractivos turísticos se encuentra el La Portada, accidente geomorfológico de rocas volcánicas y restos fósiles que cuenta con una superficie de 31,27 ha. Posee un acantilado costero que alcanza una altura máxima de 52 m s. n. m. y que rodea al arco de La Portada; este tiene 43 m de altura, 23 m de ancho y 70 m de largo. Ubicado a aproximadamente 18 km al norte, por la ruta 1, posee un sendero sin nombre de 70 m localizado a 50 m de altitud, que se recorre en aproximadamente 10 minutos a pie (cuenta con acceso para discapacitados). Sendero de acceso a playa está cerrado, como medida de seguridad.
Otro atractivo es la reserva nacional La Chimba, ubicada aproximadamente a 10 km al noreste, en la quebrada del mismo nombre (Cordillera de la Costa). Con una superficie de 2.583 ha, presenta una serie de factores que generan microclimas. Declarada Reserva Nacional el 13 de julio de 1988 (decreto supremo N.º 71 del Ministerio de Agricultura), presenta paisajes de gran belleza escénica, donde se pueden realizar caminatas, observando la flora y fauna silvestres.
El Hito al Trópico de Capricornio se encuentra a solo metros del Aeropuerto Nacional Andrés Sabella Gálvez y marca la posición exacta de ese trópico. Es un observatorio del fenómeno de solsticio.
A 75 km al sur de la ciudad se ubica la Mano del desierto, escultura creada por el escultor chileno Mario Irarrázabal.
El parque nacional Llullaillaco es una propiedad de 268 670 hectáreas protegidas por la Corporación Nacional Forestal (CONAF) dentro de la comuna de Antofagasta, a 275 km de la ciudad. Está inserto en la Cordillera de Los Andes, entre los 3000 y 6700 m s. n. m., donde destacan el volcán Llullaillaco (6739 m s. n. m.), y los cerros de la Pena (5260 m s. n. m.) y el Aguas Calientes (5060 m s. n. m.). Lo habitan vicuñas y guanacos, animales que tienen aquí su mayor densidad poblacional en la región. Se considera dentro del área resguardada al Desierto Montano de la Cordillera Domeyko, a la estepa desértica de los salares andinos y a las formaciones azonales de vegas y bofedales.

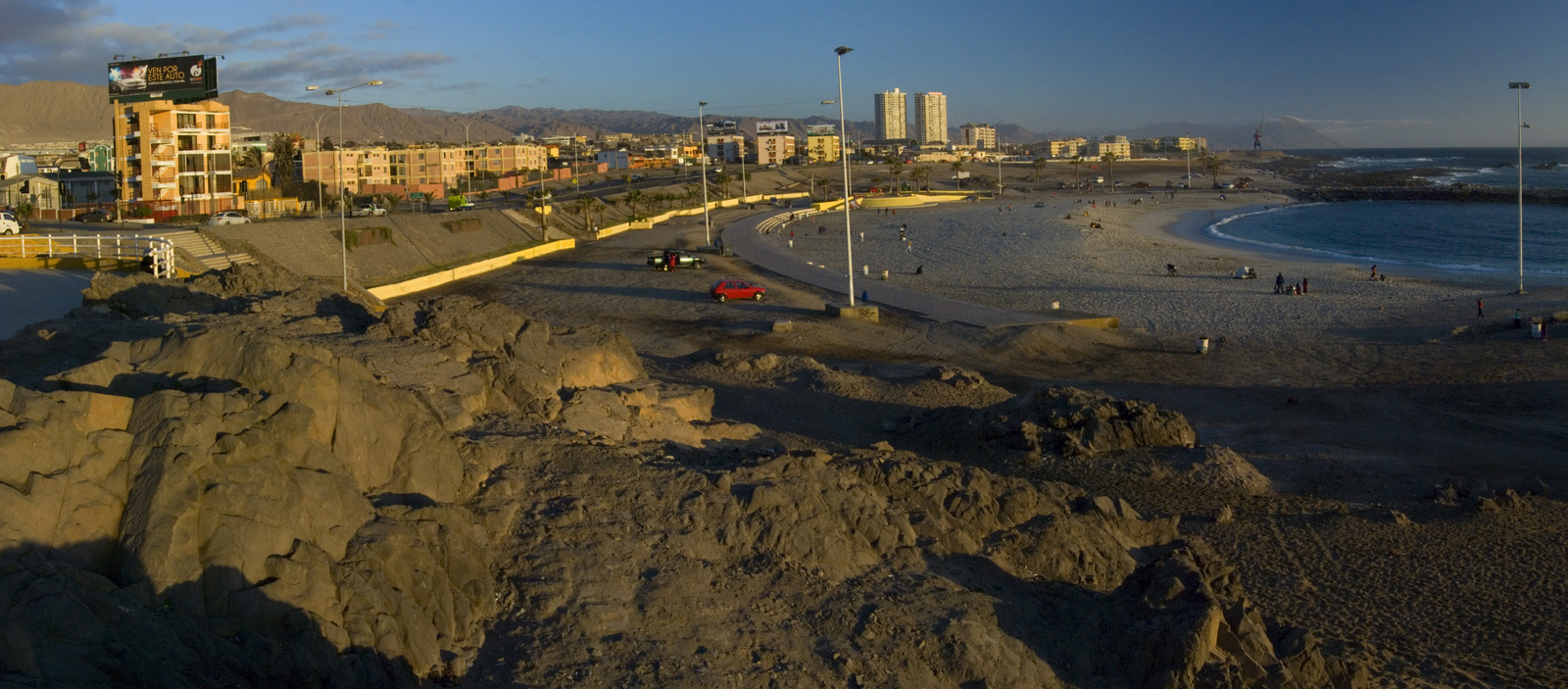
Playa El Trocadero ubicada en el sector norte de la ciudad

El Parque nacional Morro Moreno, ubicado frente a Antofagasta y a unos pocos kilómetros del balneario Juan López, es uno de los seis oasis de nieblas del país, donde habitan una gran variedad de especies animales y vegetales, algunas de ellas endémicas. Tiene una altitud de 1100 metros y frecuentemente está cubierta de nubes.
La comuna cuenta con una serie de playas, algunas de las cuales han sido construidas artificialmente como una medida de habilitación del borde costero. Pueden citarse las playas Balneario Municipal, al sur; El Trocadero, al norte; Paraíso, al centro; El Huáscar (a 8 km al sur), Amarilla (a 11 km al sur), La Rinconada (a 26 km al norte) y Juan López (a 36 km al norte).
En el verano se está arraigando entre la población la costumbre de baños nocturnos hasta pasada la medianoche en las playas artificiales debido a la alta radiación solar que se produce durante los días de verano. El 20 de febrero de 2010 se realizó un baño nocturno masivo en El Trocadero, con participación de más de 5000 personas. Para los próximos años, se busca potenciar esta actividad, con presencia de salvavidas y mayor despliegue policial.[cita requerida]
En noviembre del 2011, se vio tanto la arquitectura como la cultura antofagastina en el programa televisivo de Space: The Amazing Race Latinoamérica 3, transmitido en toda Latinoamérica, y en donde los participantes chilenos fueron victoriosos.[cita requerida]

### Hotelería

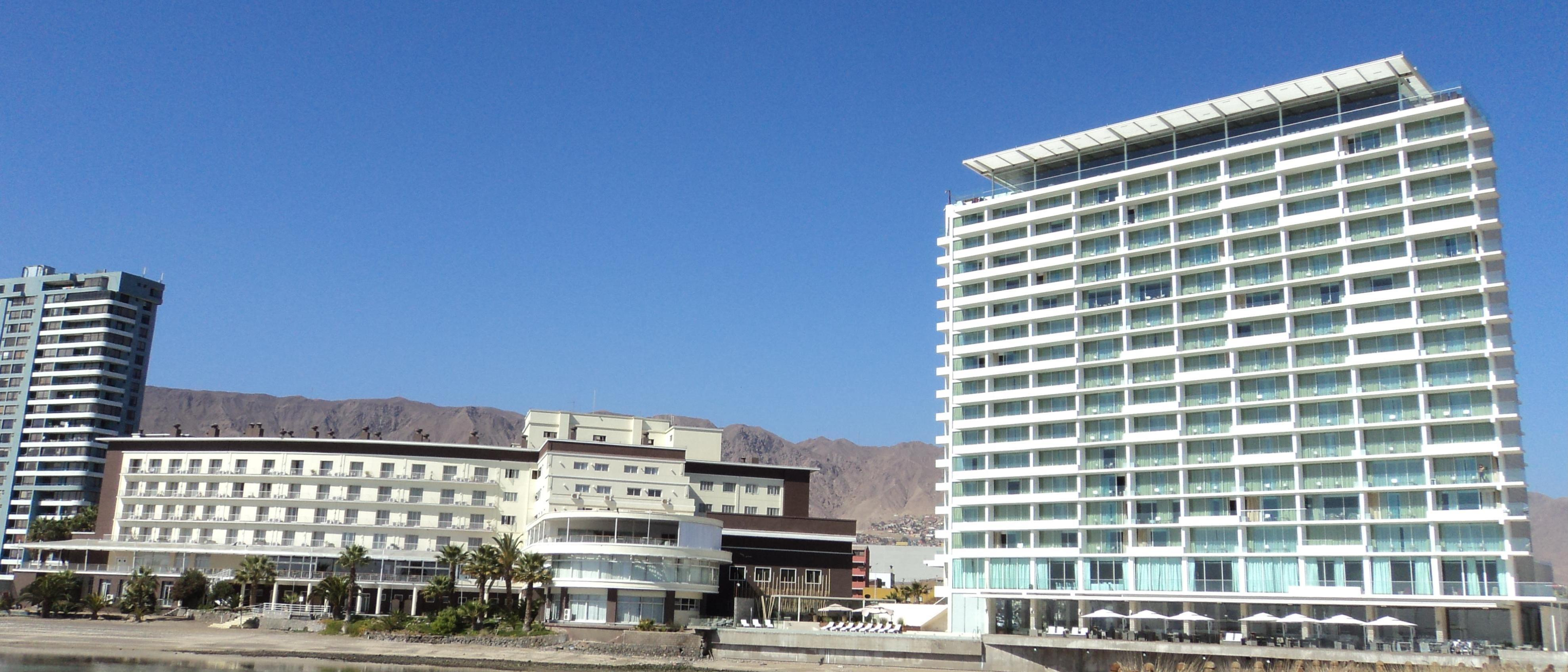
Hotel Antofagasta y Hotel Terrado.

En Antofagasta existen aproximadamente 67 lugares de alojamiento, repartidos principalmente entre hoteles, apart hoteles, albergues juveniles, residenciales y cabañas. Sumando una capacidad hotelera de alrededor de 4.000 camas.
Dentro de la gama hotelera, uno de los recintos más antiguos es el hotel Antofagasta, inaugurado el 29 de noviembre de 1953, que pertenece a la cadena Panamericana Hoteles.
Desde mediados de los años 1990, cadenas multinacionales comenzaron a instalarse en la ciudad, dentro de las cuales se puede destacar el Radisson, el Holiday Inn Express Antofagasta y el Hotel Diego de Almagro.
En 2008 se inauguró el Hotel Casino y Resort Enjoy bajo la marca Hotel del Desierto, a cargo de Enjoy Chile, un hotel 5 estrellas con 92 habitaciones y un casino de juegos junto con restaurantes, discotecas, salones de eventos, museos, anfiteatros, spa y gimnasio.
La cadena iquiqueña Terrado Suites abrió en febrero de 2009 el Hotel Terrado Suites Antofagasta con 138 habitaciones (136 suites y 2 presidenciales) en un edificio de 17 pisos. 
Otros hoteles son Alto del Sol y el 5 estrellas Apartament Florencia Suites, ambos al sur de la ciudad.[cita requerida]

## Cultura

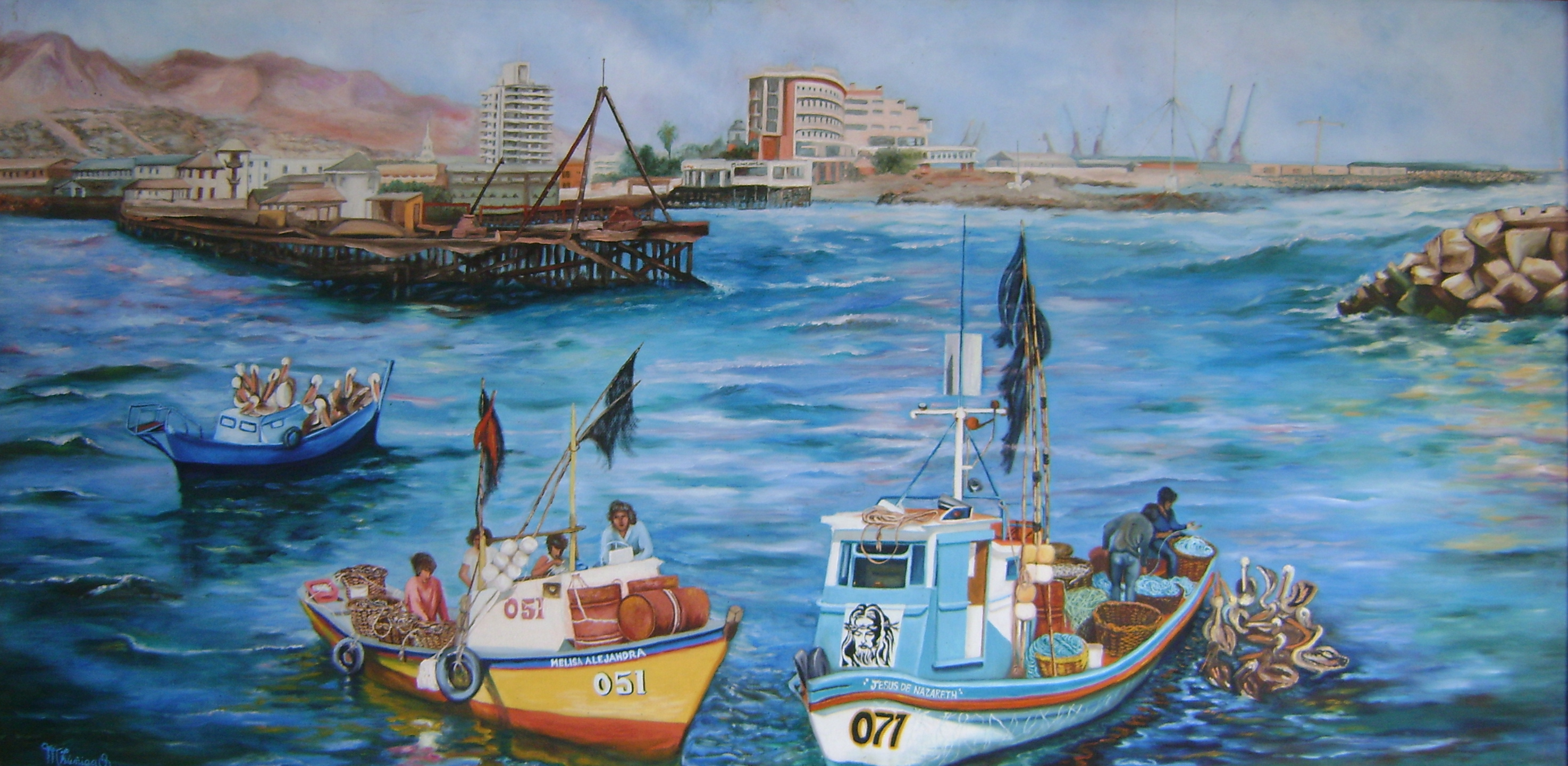
Caleta de Antofagasta. Óleo de Marta Zúñiga Otis.

La Casa de la Cultura Andrés Sabella se ubica en el monumento nacional correspondiente al ex edificio consistorial de la Municipalidad de Antofagasta. Allí se dictan diversos cursos con fines artísticos, además de muestras de diverso carácter y encuentros musicales.
El Teatro Municipal de Antofagasta, que fue inaugurado el 11 de septiembre de 1981, es administrado por la Corporación Cultural de Antofagasta. Cuenta con dos plateas de una capacidad total de 900 personas. Es la sede de la Orquesta Sinfónica de Antofagasta, creada en 1962 e inaugurada con un concierto el 2 de noviembre, bajo la dirección de Rafael Ramos Vivar, su director titular desde sus inicios y hasta 1969. Los sucesivos directores han sido: Joaquín Taulis, Eliseo Santelices, Luis Reygadas, Terry Lee Hulick, Juan Rojas Martorell, Fernando Guerra, Celso Torres Mora y Christian Baeza quien hoy es el director titular. La orquesta es un organismo dependiente de la citada Corporación Cultural y está compuesta por más de 60 músicos.

### Música

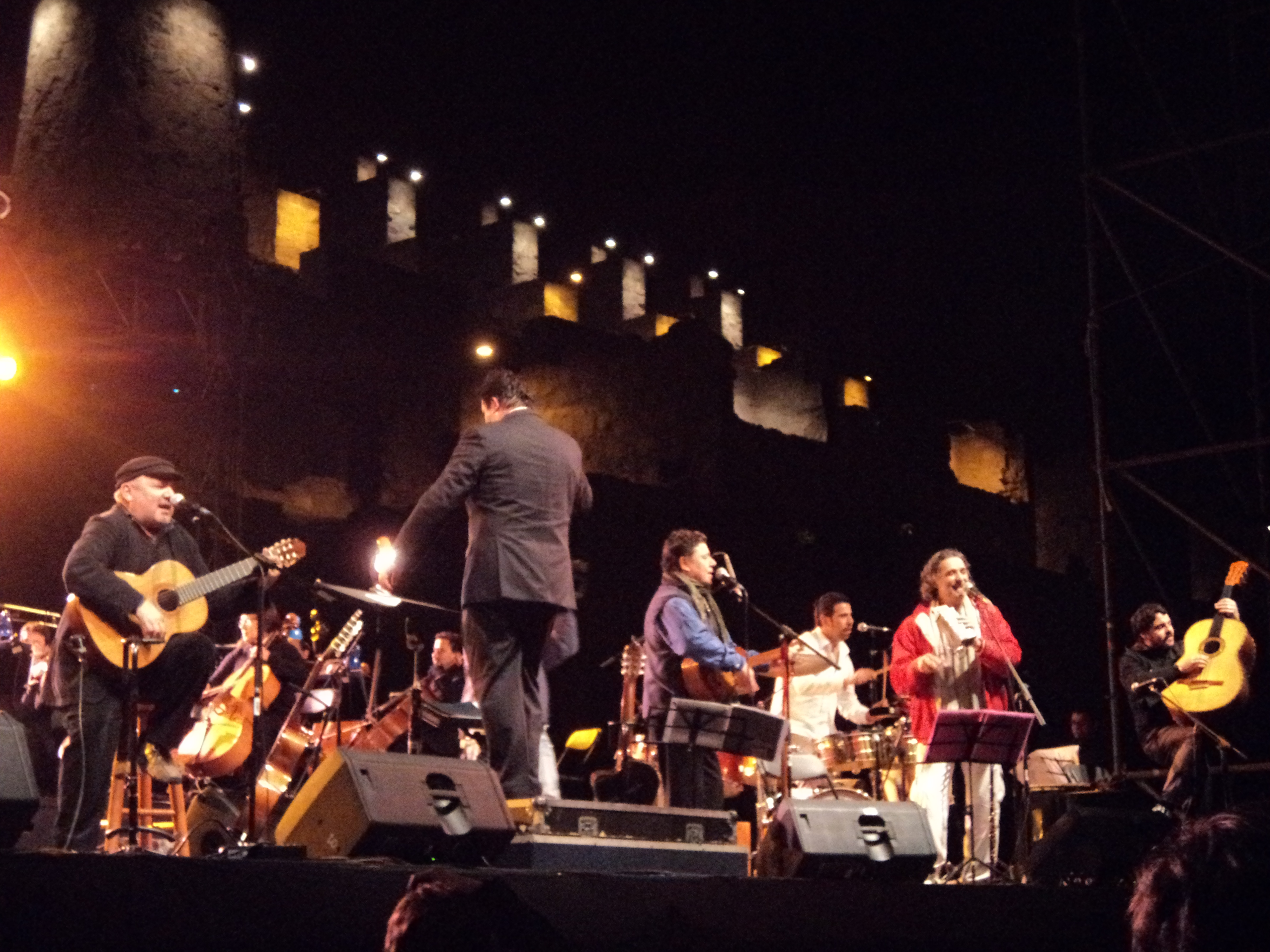
Concierto de Inti-Illimani en las Ruinas de Huanchaca.

La Corporación cuenta también con una Escuela de Música, que fue fundada por el Rafael Ramos Vivar. Este maestro, junto a un grupo de destacados profesores, entregaron formación de estudiantes en el ámbito de la interpretación pianística, flauta, violín, guitarra, canto lírico y las cátedras fundamentales de Teoría y Solfeo y Armonía. Desde 2007 la profesora y violonchelista Yasna Meneses González dirige la Escuela, que cuenta con las cátedras de Ramos Teóricos (teoría y solfeo, rítmica y armonía), Canto (canto lírico y canto popular), Música Popular (bajo electrónico, guitarra eléctrica, batería, saxofón) y Música Clásica (violín, viola, violonchelo, contrabajo, flauta traversa, oboe, clarinete, trompeta, piano, percusión y guitarra clásica). Entre las disciplinas impartidas figuran: Apreciación Musical (Primer año), Literatura Musical, Piano Complementario, Coro Complementario (Primer año), Escénica.
La Escuela de Música tiene una Orquesta de Cámara Juvenil para los alumnos del sector clásico, y cuenta también con el Ensamble Instrumental para los alumnos de música popular.

### Cine
Antofagasta fue sede de dos festivales de cine, que poseen un origen común.
En 2004, en las dependencias de CineMundo en el centro comercial Antofagasta Shopping se realizó el primer Festival Internacional de Cine de Antofagasta (Ficiant), dirigido por la realizadora Adriana Zuanic. Dos años más tarde, debido a una división de los organizadores, nació el Festival Internacional de Cine del Norte de Chile bajo la dirección de la misma Zuanic y con extensiones por otras comunas de la región, entre ellas, Calama, Tocopilla, Mejillones y San Pedro de Atacama. Después del fallecimiento de Zuanic (2008), el festival pasó a ser liderado por sus más cercanos colaboradores —Marcela Díaz Gálvez, René Huerta Quinsacara, Claudio Galeno, Jorge Wittwer, Arlette Ibarra y Pedro Arturo Zlatar—, pero debido a incompatibilidades con Zlatar, el equipo de producción original se puso al margen de la organización del evento. El año 2012 celebró su octava y última versión, con Zlatar de productor general y Víctor Bórquez de director artístico.
Mientras tanto, el Ficiant celebró su sexta edición el año 2012, su director fue Omar Villegas.
En la actualidad, se realiza el Festival Internacional de Documentales denominado Antofadocs.

### Museos y bibliotecas

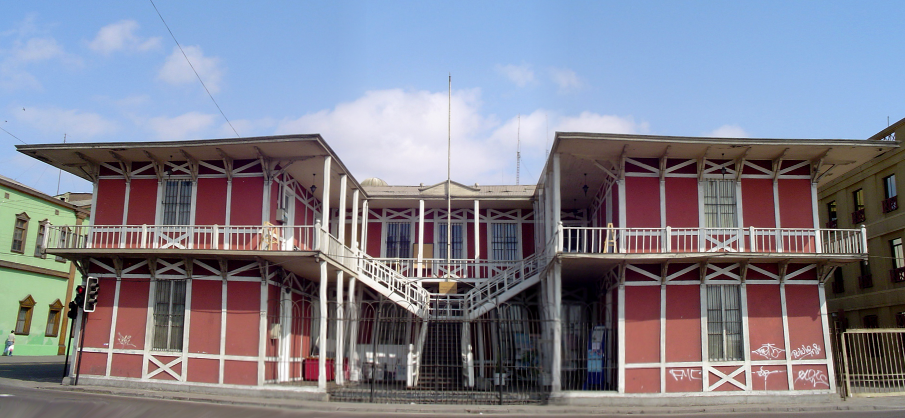
Antigua Aduana, parte del Museo Regional de Antofagasta.

La mayoría de los museos que alberga Antofagasta son carácter privado. La excepción es el regional, ubicado en el edificio de la antigua Aduana, el único que depende de la Dirección de Bibliotecas, Archivos y Museos. A partir del año 2008 ofrece una nueva exhibición permanente distribuida en 12 salas, además de un salón auditorio para el montaje de exposiciones temporales e itinerantes y la realización de actividades de extensión.
El museo Andrés Sabella tiene pinacoteca y material iconográfico del poeta local que la administra la corporación cultural del mismo nombre. Ubicado anteriormente en el ex-edificio de la Gobernación Marítima (parte del Museo Regional), fue trasladado durante los años 2000 a la Casa de la Cultura Andrés Sabella.
En el Parque Cultural Huanchaca se encuentra el Museo del Desierto de Atacama (administrado por la Fundación Ruinas de Huanchaca), recinto de 2000 m² que cuenta con cinco salas de exhibición permanente y un hall de exhibiciones itinerantes, además de un auditorio.
El Museo Histórico Militar Séptimo de Línea es otro centro cultural importante para la región que posee vestuario, armas y elementos de la guerra del Pacífico. Se puede visitar en el Regimiento Reforzado n.º 20 La Concepción.
El Museo Geológico Profesor Humberto Fuenzalida Villegas, creado en agosto de 1974, fue el primer museo geológico del país. Remodelado completamente, reabrió sus puertas en diciembre de 2012 en el campus de la Universidad Católica del Norte, administradora de su valiosa colección de minerales y fósiles que cuenta con "la roca más antigua encontrada sobre la faz de la Tierra".

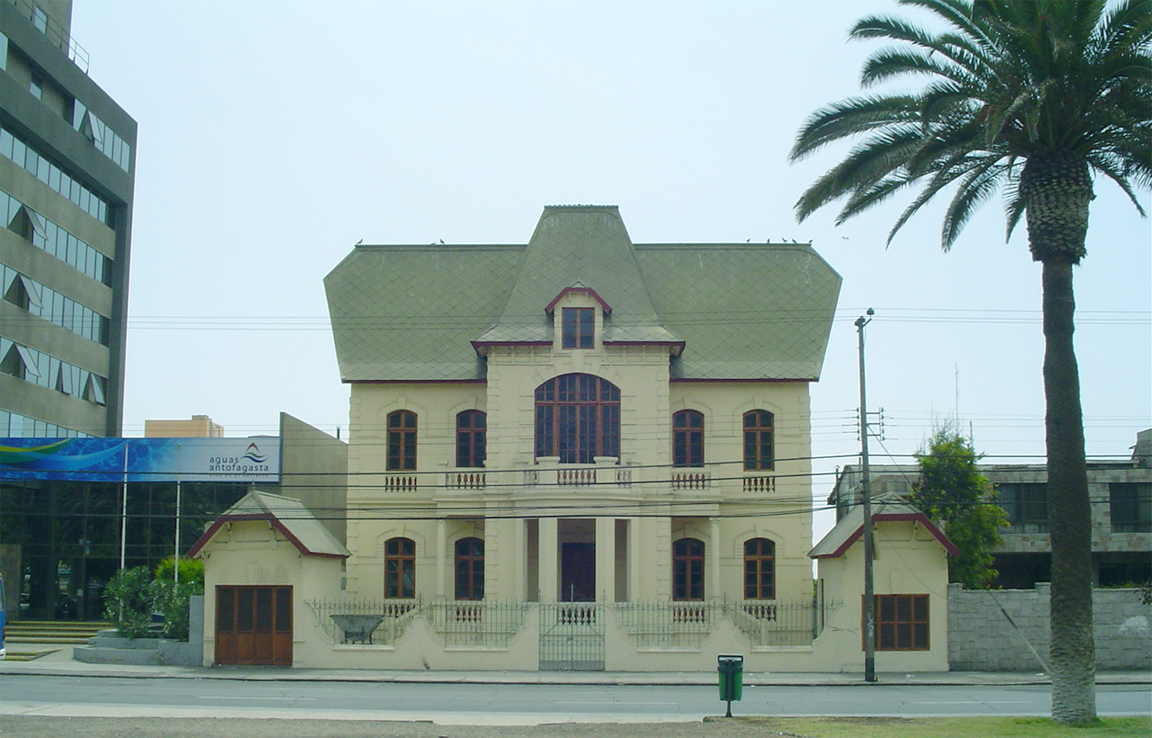
Casa Abaroa, ex-residencia de la familia Abaroa, construida en 1927.

La casa Abaroa, administrada por la corporación cultural del mismo nombre, fue designada como monumento histórico el 6 de febrero de 2008. Reutilizada un tiempo como museo histórico del salitre, la iniciativa no prosperó y cerró pocos años después de su apertura.
La comuna posee, además, tres bibliotecas públicas administradas por la DIBAM: la n.º 120, Isaac Arce Ramírez (inaugurada el 9 de mayo de 1976), la n.º 122, Mario Bahamonde y la n.º 124, Ljubica Domic Wuth. La biblioteca Regional, instalada en las antiguas dependencias del edificio de servicios públicos (monumento nacional por decreto n.º 79), fue inaugurada el 14 de noviembre de 2013.

### Monumentos

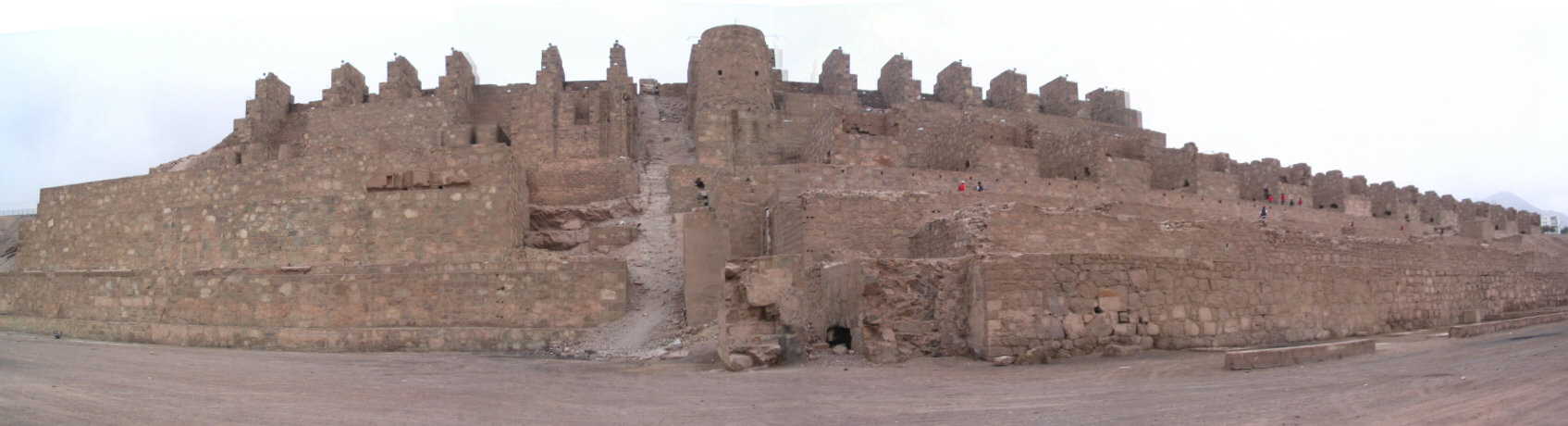
Ruinas de Huanchaca, vestigios de la antigua fundición de plata de la Compañía Minera de Huanchaca.

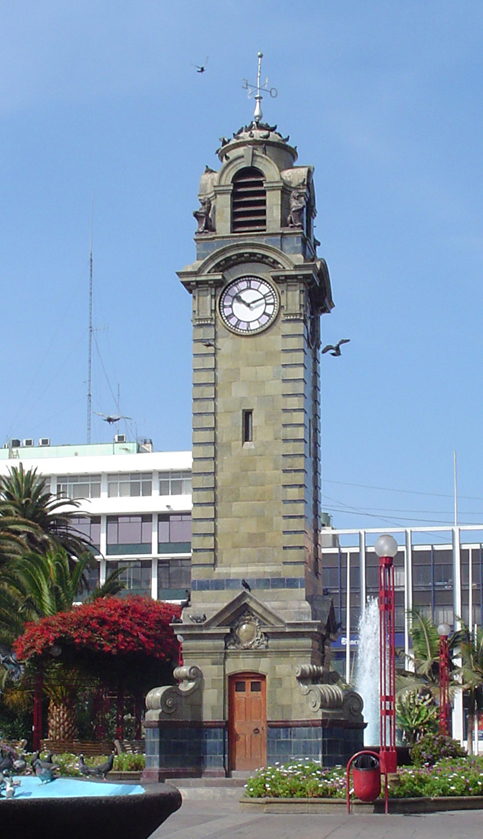
Torre Reloj ubicada en la plaza Colón.

La ciudad posee un significativo número de monumentos, que registran diversos procesos de la historia nacional.
Las Ruinas de Huanchaca, que corresponden a los cimientos estructurales del Establecimiento Industrial Playa Blanca de la Compañía Huanchaca de Bolivia, fueron construidos en 1892 y entró en pleno funcionamiento al año siguiente, realizando la actividad de amalgamación y refinación de los minerales de plata. Debido a su baja rentabilidad, la empresa cesó sus actividades en 1902. Tras años a manos del Fisco de Chile, fue transferida a propiedad de la Universidad Católica del Norte en 1964. Declaradas Monumento Histórico Nacional el 7 de enero de 1974, están contemplada en un proyecto de recuperación por parte de Enjoy Antofagasta.
El Muelle Salitrero Compañía Melbourne Clark, más conocido como Muelle Histórico, fue construido en 1872 con el fin de servir como muelle de carga, aunque también lo hizo como de pasajeros. Es vestigio histórico de gran importancia, ya que allí desembarcaron las tropas chilenas comandadas por el coronel Emilio Sotomayor el 14 de febrero de 1879, suceso que marcó el inicio de la guerra del Pacífico. Declarado Monumento Histórico Nacional el 12 de julio de 1978, existen planes de utilizarlo en un barrio gastronómico.[cita requerida]
Cercano al Muelle Salitrero Compañía Melbourne Clark se encontraba el Muelle Miraflores, parcialmente destruido, que pertenece al Club de Yates Antofagasta.[cita requerida]
La plaza José Francisco Vergara es un registro de la antigua actividad salitrera. Antiguamente ubicada en la Oficina Salitrera del mismo nombre, fue trasladada en 1978 al Campus Coloso de la Universidad de Antofagasta.[cita requerida]
En la plaza Colón se encuentra la Torre Reloj, donación de la colonia inglesa a la ciudad. Inaugurada 17 de septiembre de 1911, fue declarada Monumento Histórico Nacional el 18 de abril de 1986 (el Kiosco de Retreta fue inaugurado el 26 de marzo de 1911 y declarado Monumento Histórico Nacional el 30 de agosto de 1995).

### Festividades
La heterogeneidad de las manifestaciones culturales en Antofagasta, radica en parte al aporte entregado por las colonias de inmigrantes residentes en la ciudad. Sas y Mayo
Anualmente, el 14 de febrero se celebra el Día de Antofagasta, en referencia al desembarco chileno de Antofagasta, a cargo del coronel Emilio Sotomayor. Esta fiesta es a veces confundida con una celebración relacionada con una supuesta fundación de la ciudad de Antofagasta.[cita requerida]
Tanto en Antofagasta, como también en Arica, Iquique, Alto Hospicio, Tocopilla y Calama se realiza anualmente La Octava de la Fiesta de La Tirana (más conocida como La Tirana Chica), una celebración de carácter religioso en honor a la Virgen del Carmen. La celebración folclórica inicialmente se celebraba el 24 de julio (ocho días después de la Fiesta de La Tirana), pero después la fecha se ha vuelto móvil (considerando una o dos semanas después de la fiesta principal).[cita requerida]
Anualmente, a comienzos del mes de noviembre, se celebra el Festival de Colectividades Extranjeras (conocido como Las Colonias), evento único en el país en el cual durante 3 días se puede disfrutar de lo mejor de la gastronomía y de la danza de las colectividades participantes en la ciudad. El primer festival fue realizado el 29 de octubre de 1983 y reunió a los residentes provenientes de Yugoslavia, España, Grecia, Japón, Alemania, Bolivia, Italia y China, además del anfitrión Chile. En Antofagasta se mantienen presentes las colectividades de Croacia, Grecia, Perú, Japón, China, Bolivia, Unión Árabe, Argentina, Francia, Italia y Chile.[cita requerida]

## Guarnición
| Rama                  | Unidad militar |
| --------------------- | --- |
| Ejército de Chile     | Comandancia de la I División de Ejército - 3.ª Brigada Acorazada - Pelotón de Aviación N.º 1. - Hospital Militar del Norte                                                                                                  |
| Fuerza Aérea de Chile | Comandancia de la V Brigada Aérea (Chile) - Grupo de Aviación N.º 7 - Grupo de Aviación N.º 8 - Grupo de Defensa Antiaérea N.º 21 - Grupo de Infantería de Aviación n.º 41 - Grupo de Telecomunicaciones y Detección n.º 31 |

## Educación
De acuerdo al Ministerio de Educación de Chile, Antofagasta contaba en 2007 con un volumen de matrícula que superaba los 74 000 alumnos, desglosado del siguiente modo: Educación Prebásica o Parvularia 7049; Educación Especial 1909; Educación Básica 44 898; Educación Media 20 495 (12 871 Científico-Humanista, y 7574 Técnico-Profesional).
Posee 94 establecimientos que ofrecen educación parvularia, básica y media. La comuna cuenta una Coporación Municipal, que está a cargo de los 53 establecimientos educacionales municipales que aseguran educación gratuita a la población, atendiendo en 2007 a 42 823 estudiantes, de los cuales 3.078 eran alumnos de prebásica, 253 de Educación Especial, 26 826 de Educación Básica y 11 963 de Educación Media.
Cuenta además con 21 establecimientos particulares con subvención estatal, y 20 particulares no subvencionados, de los cuales los colegios Hrvatska Skola San Esteban, San Luis, Universitario Antonio Rendic y The Antofagasta British School lograron ubicarse dentro de los cuatro primeros lugares de la región según el puntaje obtenido en la Prueba de Selección Universitaria válida para el proceso de admisión 2007.
Antofagasta es la primera ciudad de Chile que cuenta con una escuela municipal funcionando dentro de un recinto militar: el Centro de Recuperación de Estudios Integrados a la Instrucción Militar, ubicada al interior del Regimiento Reforzado n.º20 La Concepción.

### Jardines infantiles y salas cuna
Municipalizados
- Escuela de Párvulos Blanca Nieves
- Escuela de Párvulos Los Pingüinitos
- Escuela de Párvulos Marcela Paz
- Escuela de Párvulos Semillita

Particulares subvencionados
| - El Principito Feliz - Escuela de Párvulos Abejita - Escuela de Párvulos La Estación - Escuela de Párvulos Mi Mundo Mágico - Escuela de Párvulos Mundo Kids | - Escuela de Párvulos Niño de Belén - Escuela de Párvulos Presbiteriana El Redentor - Escuela de Párvulos San Gabriel - Escuela de Párvulos North Kindergarten |

Particulares pagados
| - Acuarelines (Ex-Acuarela) - Escuela de Párvulos Corazoncito - Escuela de Párvulos Los Bambinos - Escuela de Párvulos My Little World - Escuela de Párvulos My Castle Garden - Escuela de Párvulos Las Ardillitas | - Escuela de Párvulos Minnie's Kids - Escuela de Párvulos Papelucho - My Little Garden - San Gabriel |

### Escuelas, liceos y colegios

#### Escuelas municipalizadas
| - D - 58 Escuela Japón - D - 59 Escuela España - D - 65 Escuela Padre Gustavo Le Paige - D - 66 Escuela Italia - D - 68 Escuela José Papic Radnic - D - 72 Escuela Ljubica Domic - D - 73 Escuela República de Estados Unidos - D - 74 Escuela Alcalde Maximiliano Poblete - D - 75 Escuela Darío Salas Díaz - D - 85 Escuela Rómulo J. Peña - D - 86 Escuela Juan López - D - 90 Escuela República de Argentina - D - 121 Escuela Humberto González - D - 129 Escuela Juan Pablo II - D - 136 Escuela Patricio Cariola - D - 138 Escuela Padre Alberto Hurtado - D - 139 Escuela Elmo Funes Carrizo | - E - 56 Escuela Huanchaca - E - 57 Escuela de Párvulos Marcela Paz - E - 67 Escuela Claudio Matte Pérez - E - 77 Escuela Juan Sandoval Carrasco - E - 79 Escuela Ecuador - E - 80 Escuela Arturo Prat Chacón - E - 81 Escuela Héroes de la Concepción - E - 84 Escuela Las Américas - E - 87 Escuela Las Rocas - E - 88 Escuela Edda Cuneo - E - 97 Escuela La Bandera - F - 60 Escuela Armando Carrera - F - 78 Escuela General Manuel Baquedano - F - 89 Escuela Fundación Minera Escondida - F - 94 Escuela Santiago Amengual - F - 96 Escuela Los Libertadores de Chile |

#### Liceos municipalizados
| - Liceo A - 12 Jerardo Muñoz Campos (Liceo Comercial) - Liceo A - 14 Técnico - Liceo A - 15 Mario Bahamondes Silva (Ex Liceo de Hombres) - Liceo A - 16 Eulogio Gordo Moreno (Liceo Industrial) - Liceo A - 17 Marta Narea Díaz (Ex Liceo de Niñas) - Liceo A - 22 La Portada - Liceo A - 26 Óscar Bonilla Bradanovic - Liceo A - 33 Los Arenales (Liceo Politécnico) | - Liceo B - 13 Domingo Herrera Rivera - Liceo B - 36 Liceo Científico Humanista la Chimba - Liceo B - 29 Andrés Sabella Gálvez - Liceo B - 32 Doctor Antonio Rendic - Liceo B - 35 La Concepción (dentro de un recinto militar) - Liceo F - 96 ICEDUC (Ex Los Libertadores de Chile) |

#### Colegios
Particulares pagados
| - Colegio Chañares - Colegio Sunflower School - Colegio Antofagasta - Colegio Antofagasta Greenhill School - Colegio Antofagasta Internacional School - Colegio Kids School - Colegio San Luis (jesuita) - Colegio The Antofagasta British School (británico) - Colegio Inglés - Alemán - Colegio San Marcos - Colegio San Patricio - Colegio Universitario Antonio Rendic | - Colegio técnico industrial Don Bosco (salesiano) - Hrvatska Skola Colegio San Estéban (excolegio yugoslavo) - Instituto Chileno - Norteamericano de Cultura - Instituto Santa María - Netland School - TalentArt Home School - Colegio Javiera Carrera - Colegio Santo Tomás - Colegio Eagle School - Colegio San Agustín - Colegio Providencia - Colegio The Giant School |

Particulares subvencionados
| - Colegio Bautista Lois Hart - Colegio Divina Pastora - Colegio Eben Ezer - Colegio Especial Laurent Clerc - Colegio Evangélico José Lancaster - Colegio Harvest Christian School - Colegio Mi Hijo n.º 2 - Colegio Particular Bet - El - Colegio Santa Emilia - Escuela Educación Diferencial Nueva Luz - Escuela Educación Especial Raíces - Escuela Especial de Lenguaje Margareth - Escuela Especial de Lenguaje Mis Mágicas Palabras - Escuela Especial de Lenguaje Montessori | - Escuela Especial de Lenguaje Nazareth - Escuela Especial de Lenguaje Rimay Aru - Escuela Especial de Lenguaje Violeta Parra - Escuela Mi Hijo - Colegio Adventista - Colegio Particular Corazón de María - Colegio Particular Lidia Moreno - Escuela Particular Santa Teresita - Escuela Presbiteriana - Colegio Femenino Madre del Rosario - Colegio Inglés San José - New Heaven High School - Liceo Comercial Computacional Santa Sara - Liceo de Estudios Contables y Administrativos (LECYA) - Liceo Experimental Artístico (LEA) - Colegio North College - The Antofagasta Baptist College |

### Universidades
En 1947 se funda la Universidad Técnica del Estado y el 1 de octubre de 1956 se creó la Universidad del Norte (hoy Católica del Norte), gracias al respaldo de la Pontificia Universidad Católica de Valparaíso. Inició sus clases al año siguiente, pero solo en 1961 recibió una extensión de terreno donde construyó un campus universitario. El 9 de octubre de 1956 comenzaron las gestiones para la creación del Centro Universitario Zona Norte, dependiente de la Universidad de Chile. El 29 de mayo y el 28 de junio de 1957 se inauguraron respectivamente la Universidad del Norte y el Centro Universitario Zona Norte.
El 24 de octubre de 1968 se inauguró la Sede Antofagasta de la Universidad de Chile, tras un acuerdo de reforma universitaria aprobada el 3 de octubre que significó la autonomía del Centro Universitario Zona Norte.
El decreto ley (DL) N.º 1 del 10 de marzo de 1981 da sustento legal a la fusión de las sedes de la Universidad de Chile y la Técnica del Estado, dando origen a la Universidad de Antofagasta.
En 1990, se crea la Sede Antofagasta de la Universidad Arturo Prat, la cual inaugura sus actuales instalaciones -ubicadas en Almirante Juan José Latorre 2901- en agosto de 2006. Desde 2014 funciona como Centro Docente y de Vinculación, dependiente de la Casa Central ubicada en Iquique. Por su parte, desde fines de la década de 1990 aparecieron las primeras universidades privadas en la ciudad.
Además en la ciudad de Antofagasta, se establecieron preuniversitarios para preparar a los alumnos de IV año de enseñanza media para dar la Prueba de Selección Universitaria (PSU) (ex PAA).
Universidades tradicionales (Pertenecientes al consejo de Rectores)
- Universidad Católica del Norte (privada, perteneciente a la Iglesia católica)
- Universidad de Antofagasta (estatal)
- Universidad Arturo Prat (estatal)

Universidades privadas
- Universidad Pedro de Valdivia
- Universidad Santo Tomás
- Universidad La República

### Preuniversitarios pagados
- Cpech
- Centro de estudio y preuniversitario Simón
- Pedro de Valdivia
- Tesla

### Preuniversitarios alternativos
- Universidad de Antofagasta
- Universidad Católica del Norte

### Institutos profesionales
- AIEP de la Universidad Andrés Bello
- INACAP
- Santo Tomás
- Los Lagos

### Centros de formación técnica
- Ceduc UCN
- CFT INACAP
- Santo Tomás
- Finning Instituto Técnico

### Institutos de idiomas
- Wall Street Institute (WSI)
- The King Language Institute (TKLI)
- Tronwell

### Centros de entrenamiento minero
- CEIM de Fundación Educacional Escondida
- CTM de UNAP
- FIT de Finning

## Deportes
El deporte profesional en Antofagasta comenzó un lento proceso de desaparición a comienzos de los años 1990, producto de los problemas financieros y la falta de apoyo por parte de la comunidad, además de una deficiente administración.[cita requerida]

### Fútbol
El principal deporte practicado en Antofagasta, al igual que en el resto del país, es el fútbol. Con la finalidad de organizar la creciente disciplina, el 5 de abril de 1910 se fundó la Asociación de Fútbol de Antofagasta (actual Luciano Durandeau Prado), una de las uniones locales de fútbol más antigua del país (existen 8 asociaciones locales, agrupadas en la Asociación Regional de Fútbol Amateur, ARFA).[cita requerida]
El Club de Deportes Antofagasta, de la Primera B, es el único representante local en el fútbol profesional chileno. La ciudad contó con otros dos clubes en el fútbol amateur, el Ormazábal (entre 2006 a 2008) y Unión Bellavista (2008), los cuales, tras participar brevemente en tercera división, se retiraron del torneo por razones económicas.[cita requerida]
El principal estadio es el Regional Calvo y Bascuñán, inaugurado el 8 de octubre de 1964, que posee una capacidad máxima de 21.178 espectadores. Su construcción se planificó para ser subsede de la Copa Mundial de Fútbol de 1962, cosa que finalmente no sucedió después de que el 11 de febrero de 1962 se confirmara al Estadio Carlos Dittborn de Arica para tal efecto. Fue remodelado y reinaugurado el 20 de marzo de 2013, en el marco del programa Chilestadios del Instituto Nacional de Deportes.
Otro recinto deportivo habilitado para la práctica del fútbol profesional es el Estadio Parque Juan López, adaptado durante la remodelación del Calvo y Bascuñán para albergar los partidos de primera división.[cita requerida]

### Deportes acuáticos
El waterpolo tuvo un gran desarrollo en los años 1970 y 1980, actualmente quedan solo los clubes de Minera Zaldívar, Aquapolo, Brac y el H20 Polo, que organizan los campeonatos locales de este deporte.[cita requerida]
La natación, al igual que el polo acuático, tuvo en gran desarrollo en las citadas décadas, pero luego se mantuvo prácticamente inactiva hasta mediados de los años 1990, cuando comenzaron a refundarse nuevos clubes bajo la supervisión competitiva de la Asociación de Natación de Antofagasta. Un pilar importante para el desarrollo de este deporte ha sido la Piscina Olímpica, la cual con su plan de remodernización ha logrado un privilegiado nivel de equipamiento, infraestructura y tecnología acuática. Esto permitió que durante la primera década de este siglo la ciudad fuera sede de variados Campeonatos Nacionales de Natación en diferentes categorías, y albergara la etapa de polo acuático y nado sincronizado del Campeonato Sudamericano Juvenil 2005.[cita requerida]

### Baloncesto
Si bien desde sus inicios, el Hrvatski Sokol ha sido un club polideportivo, el baloncesto siempre ha sido destacado como su principal disciplina. Organizado por un grupo de inmigrantes croatas, su acta fundacional fue firmada el 1 de diciembre de 1927 por Juan Goic, el primer presidente del club, junto a otros 17 compatriotas suyos.[cita requerida]
En 1947, bajo la presidencia de Juan Agnic, se lograron adquirir los 5000 m de terreno de la entonces Quinta Aramayo para la construcción de un estadio propio. Gracias a la recolección de fondos por parte de la directiva del club y a la donación de 6000 bolsas de cemento por parte de Josip Broz Tito, en 1966 se inauguró el recinto deportivo con capacidad para 7000 espectadores.[cita requerida]
Antofagasta fue una de las cinco sedes del Campeonato Mundial de Baloncesto de 1959. La subsede del torneo fue el gimnasio del Club Green Cross.[cita requerida]

### Otros deportes
El béisbol es uno de los deportes más representativos en la ciudad después del fútbol. Las primeras noticias del béisbol en Chile datan de los años 1920, en las ciudades de Iquique y Tocopilla; posteriormente este deporte se expandió a otras ciudades del norte, entre ellas Antofagasta. En 1970, la ciudad compartió sede, junto a Tocopilla, para el Sudamericano de Béisbol, y ha albergado varios campeonatos regionales y nacionales.[cita requerida]
La Asociación de Ciclismo de Antofagasta fue fundada el 31 de agosto de 1920 y es una de la más longevas del país. Los clubes afiliados son el Antofagasta, el Internacional y el Green Cross, tras la desaparición de una docena de clubes, como el bérico, Unión Española, Chile, Guarnición Militar, Olímpico, Mantos Blancos, Soquimich, Ciclo Club, Bianchi San Eugenio, Juventud China, Veneros y Mecano. Este deporte ha realizado sus pruebas en espacios públicos, tales como la plaza Colón, la avenida Brasil y la Costanera, pues si bien las autoridades han proyectado levantar un velódromo durante años, este jamás se ha construido.[cita requerida]
El tenis se practica mayoritariamente en 3 clubes para este deporte: Club de tenis Antofagasta, Club de tenis Ferroviario y AutoClub Antofagasta. En la ciudad se han reaizado varios torneos Future ATP, en los años 2007, 2009, 2018,
La 'hípica' se concentra en el Hipódromo Isidro Bosch de La Chimba. Parte del Club Hípico de Antofagasta, es un recinto de 59,42 hectáreas que antes funcionó en los actuales terrenos del Estadio Regional. Fue habilitado en sus actuales terrenos el 15 de octubre de 1961. Este evento significó la despotenciación del rubro, ya que debido a la lejanía del sector, las apuestas disminuyeron considerablemente.[cita requerida]
El 14 de febrero de 1999 en la ciudad se realizó la Triatlón Internacional de Antofagasta, fecha ITU puntuable para clasificar a los Juegos Olímpicos de Sídney 2000, donde participaron importantes triatletas de toda América.[cita requerida]
Otro deporte menos tradicional es el sandboard, practicado en lugares como las dunas de Coloso (camino a Playa Escondida), en el sector norte de la ciudad; además del bodyboard y el surf, ampliamente practicado en la ciudad por diversas personas a lo largo de toda la zona costera de la Región de Antofagasta, siendo sede de diversos campeonatos y eventos deportivos de las disciplinas.[cita requerida]
Automovilismo: Antofagasta por el año de 1970 contaba con un autódromo llamado "Roca Roja" ubicado a sur de la ciudad, pero en la actualidad cuenta con una pista de asfalto, ubicada en el sector norte cerca del desvío que conecta con el monumento natural "La Portada" , camino al aeropuerto Cerro Moreno, recinto deportivo acondicionado para recibir a la gran cantidad de pilotos y público en general, que asiste cada domingo a presenciar las carreras, actividad que estos últimos años ha cobrado más notoriedad, causada por el auge minero y la mística que se produce por ser Antofagasta una ciudad ubicada entre el desierto y el mar.[cita requerida]

### Recintos deportivos
- Estadio Regional Calvo y Bascuñán
- Estadio Parque Juan López
- Estadio Sokol
- Estadio Green Cross

## Transporte
Antofagasta presenta conexión con el resto del país por medio de transporte aéreo, marítimo y terrestre.

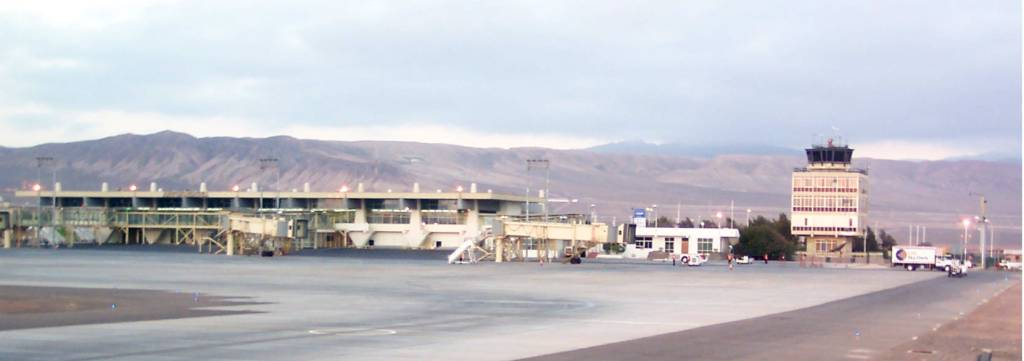
Aeropuerto Andrés Sabella Gálvez.

La principal carretera de conectividad es la ruta 5, vía que une la ciudad con el resto del país y que forma parte de la Carretera Panamericana. Esta ruta se conecta con la ciudad mediante la ruta 26 en el sector norte de la ciudad y la ruta 28 en el acceso sur. Además, la ciudad se encuentra conectada al norte del país mediante la ruta 1, vía que permite también el acceso al Aeropuerto Nacional Andrés Sabella Gálvez y al monumento natural La Portada.[cita requerida]
El tránsito vehicular se encuentra concentrado en torno a las principales avenidas de la ciudad, debido a la conformación alargada y estrecha de la zona urbana. El único eje continuo que atraviesa Antofagasta de norte a sur corresponde al conjunto costero conocido popularmente como avenida Costanera —formada por las avenidas Jaime Guzmán, Ejército, República de Croacia, Grecia, José Manuel Balmaceda, Aníbal Pinto, 7.º de Línea y Edmundo Pérez Zujovic—, que permite el acceso a lugares como el Mall Plaza Antofagasta, el Campus Coloso de la Universidad de Antofagasta o el edificio consistorial de la municipalidad, entre otros.[cita requerida]
El Aeropuerto Andrés Sabella es el único terminal aéreo de Antofagasta y está ubicado en Cerro Moreno, al norte de la ciudad. Operan tres líneas aéreas nacionales: LATAM, Sky Airline y JetSmart.

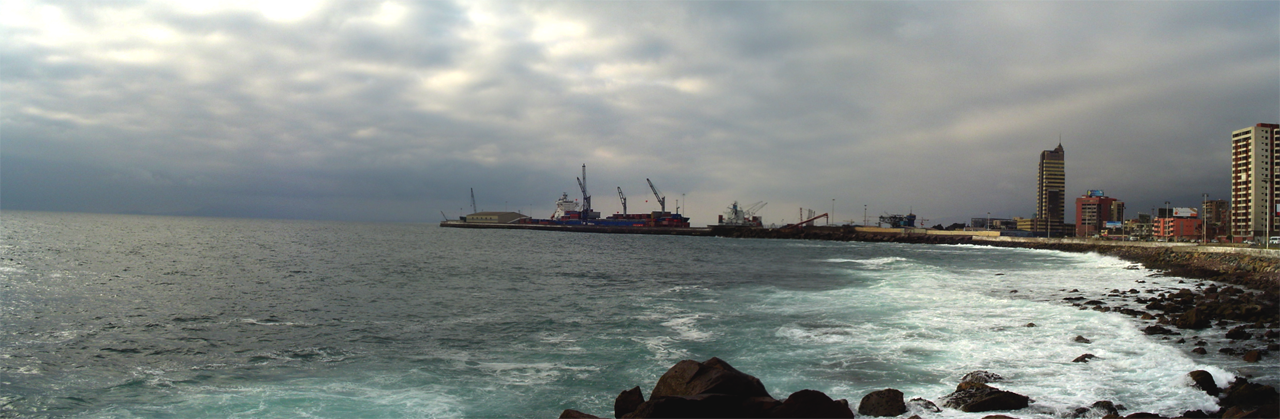
Costanera y puerto de Antofagasta (Antofagasta Terminal Internacional).

La ciudad también presenta un complejo portuario de siete sitios de atraque, inaugurado por el presidente Carlos Ibáñez del Campo el 14 de febrero de 1943 bajo el nombre de Puerto de Antofagasta, el cual está conformado por dos terminales. El n.° 1, formado por los sitios de atraque 1, 2 y 3, es de multioperaciones y está administrado por la Empresa Portuaria Antofagasta (EPA) desde el 1 de julio de 1998. El n.° 2, conformado por los sitios de atraque 4, 5, 6 y 7, es de tipo monooperario y está administrado por la empresa Antofagasta Terminal Internacional (ATI) desde el 1 de marzo de 2003. En conjunto, este puerto turístico (miembro de la Asociación de Puertos de Cruceros del Cono Sur) y comercial puede operar una producción de 5 000 000 t de carga.[cita requerida]
El complejo portuario posee una conexión al Ferrocarril de Antofagasta a Bolivia (FCAB).[cita requerida]

### Transporte público

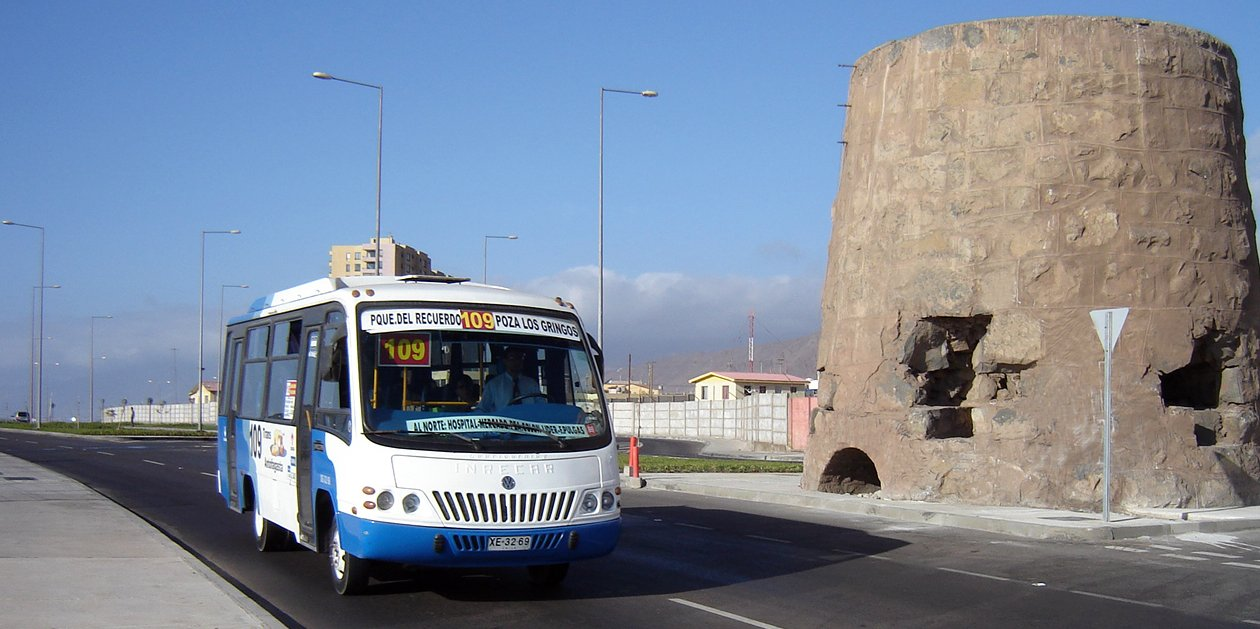
Microbús del servicio de transporte público TransAntofagasta.

El transporte público de Antofagasta se encuentra basado en el servicio brindado por taxis colectivos y microbuses.[cita requerida]
Existen distintas líneas entre las que se encuentran las líneas:
- 102
- 103
- 104
- 107
- 110
- 111
- 112
- 114
- 119
- 121
- 129
- E01
El transporte mayor está compuesto por trece líneas de microbuses, que corresponden a autobuses con una capacidad menor de treinta personas. Este servicio se encuentra dentro de una licitación y es conocido como TransAntofagasta. Este plan de transporte público comenzó a regir de manera oficial el 28 de noviembre de 2005, en reemplazo del antiguo servicio de microbuses. Estos llegan hasta la Caleta Coloso y en verano hasta el Balneario Juan López.
El transporte menor está constituido por líneas de taxis colectivos, que corresponden a automóviles sedán de color negro que realizan su recorrido por la zona urbana a través de rutas fijas.
Debido al crecimiento urbanístico y demográfico que ha experimentado Antofagasta en la última década, se encuentra en estudio y discusión la implementación de un tren urbano, utilizando la actual línea del Ferrocarril de Antofagasta a Bolivia. El objetivo del proyecto es descongestionar el tráfico vehicular que produce problemas en las horas punta, uniendo el norte y sur de la ciudad mediante una línea directa de tranvía.

## Medios de comunicación
En Antofagasta hay una amplia oferta de servicios de comunicaciones disponibles, desde telefonía fija y móvil, hasta redes inalámbricas de banda ancha. La telefonía fija, cuyo prefijo telefónico es 55, abarca casi la totalidad de los hogares mediante empresas como Movistar y VTR Globalcom. En cuanto a los servicios de internet, estos se han expandido de manera importante durante la misma década.
Antofagasta es sede de algunos medios de comunicación de distribución local, tanto en televisión, radio y prensa. En el caso de la televisión, recibe la señal de cadenas nacionales como Televisión Nacional de Chile (que cuenta además con una red local), Canal 13, TV+ , Mega, Chilevisión, La Red, Telecanal y Antofagasta TV, además de tener 2 canales locales por cable: Digital Channel (señal 15 VTR), Antofagasta TV (señal 16 VTR) y AMcanal (señal 41.3 Movistar). El Canal Nacional TV+ no cuenta con repetidora en la zona, por lo que este canal solo llega a través de televisión por cable y satélite a la ciudad sin dificultades.
La ciudad recibe la señal de 39 radios en la frecuencia modulada (FM); 13 son de origen local: 3 de las cuales como radios de mínima cobertura (Sokol, Manantial y Verbo) y 2 asociadas a las universidades tradicionales de la región: Radio UA, ligada a la Universidad de Antofagasta y Radio Sol FM, ligada a la Universidad Católica del Norte (primera FM de Antofagasta y la más antigua vigente), Canal 95, Radio Desierto; también desde Antofagasta se emite la señal de Radio Anglo Latina, que transmite exclusivamente por Internet, llevando a todo el mundo su señal de audio HD.
En el caso de la prensa escrita en Antofagasta, existen 2 medios regionales: El Mercurio de Antofagasta y La Estrella de Antofagasta (ambos propiedad de Empresa Periodística El Norte S.A. filial de El Mercurio S.A.P.). Además, se distribuyen los periódicos nacionales de los dos grandes grupos de medios de comunicación como (El Mercurio, Las Últimas Noticias, La Tercera y La Cuarta, además variadas revistas y semanarios de distintas editoriales.
La ciudad también cuenta con periódicos digitales como El Nortero, El Regionalista, El Timeline, Región 2 y El Diario de Antofagasta.
La Empresa Periodística El Norte S.A. edita también en Antofagasta Norte Minero, la revista de minería y la única de la empresa que circula a nivel nacional.

### Radioemisoras

#### FM
- 88.1 MHz Radio Canal 95 (Local)
- 88.9 MHz ADN Radio Chile
- 89.3 MHz FM Okey (V Región)
- 89.7 MHz FM Siete (Local)
- 90.1 MHz Radio Corporación
- 90.7 MHz Radio Concierto
- 91.1 MHz Radio Cooperativa
- 91.5 MHz Corazón FM
- 92.1 MHz Radio Desierto (Local)
- 92.5 MHz Radio Romina (Local)
- 92.9 MHz Radio Armonía
- 93.5 MHz Radio Bío-Bío
- 93.9 MHz Charanga Latina (Local)
- 94.5 MHz Radio Futuro
- 95.1 MHz FM Quiero (Local)
- 95.9 MHz Radio Pudahuel
- 96.5 MHz Radio Carnaval (Local/Nacional)
- 97.1 MHz Digital FM (Local/Nacional)
- 97.7 MHz Radio Sol FM
- 98.5 MHz FM Dos
- 99.1 MHz Pauta FM
- 99.5 MHz Positiva Radio
- 99.9 MHz Radio Universidad de Antofagasta (Local)
- 100.5 MHz Radioactiva
- 100.9 MHz Radio Nuevo Tiempo Chile
- 101.3 MHz El Conquistador FM (Red Norte) (Local/Nacional)
- 101.9 MHz Radio Carolina
- 102.5 MHz Madero FM (Local/Regional)
- 103.3 MHz Centro FM
- 103.9 MHz Radio Isabella/Atlanta (Local) (*)
- 104.7 MHz Radio Nuevo Norte (Local)
- 105.1 MHz Los 40
- 105.7 MHz Play FM
- 106.3 MHz Inicia Radio
- 106.7 MHz FM Plus (Local)
- 107.1 MHz Radio Hrvatski Sokol (Local)
- 107.3 MHz Radio Adonay Nacional
- 107.5 MHz Radio Manantial (Nacional)
- 107.7 MHz Radio San Pablo

(*) Isabella transmite de 7 AM a 22:00 h., Atlanta el horario restante y es la propietaria de la señal

### Televisión

#### TDT
- 4.1 - Telecanal HD
- 4.2 - Telecanal 2
- 6.1 - TVN HD
- 6.2 - NTV
- 7.1 - Chilevisión HD
- 7.2 - UChile TV
- 9.1 - Mega HD
- 9.2 - Mega 2
- 11.1 - La Red HD
- 11.2 - La Red 2
- 13.1 - Canal 13 HD
- 13.2 - T13 En Vivo
- 14.1 - TVR
- 14.2 - Antofagasta TV
- 14.3 - FM Plus
- 14.4 - Tevex
- 38.1 - Nuevo Tiempo Internacional
- 38.2 - Nuevo Tiempo Chile
- 38.3 - Radio Nuevo Tiempo Chile
- 41.1 - LRP TV
- 41.2 - Televisión Minera del Norte
- 41.3 - El Hashtag TV
- 41.4 - LRP +

#### Por cable
- 15 - Digital Channel (VTR)
- 16 - Antofagasta TV (VTR)
- 63 - Antofagasta TV (Gtd/Telsur)

#### IPTV
- 167 - Antofagasta TV (Zapping)

## Lugares homónimos
- Antofagasta de la Sierra, Argentina

## Ciudades hermanadas
La ciudad de Antofagasta ha firmado protocolos de hermanamiento de ciudades con:
- Corvallis, Oregón, Estados Unidos.[128]
- Split, Croacia.[128]
- Tongling, República Popular China.[128]
- Maracaibo, Venezuela
- Volos, Grecia
- Ibarra, Ecuador
- Ambato, Ecuador